# I liga argentyńska w piłce nożnej (1981)
W sezonie 1981 rozegrano dwa turnieje mistrzowskie – stołeczny Campeonato Metropolitano i ogólnokrajowy Campeonato Nacional.
Mistrzem Argentyny Metropolitano w sezonie 1981 został Boca Juniors, a wicemistrzem Argentyny Metropolitano został klub Ferro Carril Oeste.
Mistrzem Argentyny Nacional w sezonie 1981 został klub River Plate, natomiast wicemistrzem Argentyny Nacional – Ferro Carril Oeste.
Do Copa Libertadores 1982 zakwalifikowały się dwa kluby:
- Boca Juniors (mistrz Campeonato Metropolitano)
- River Plate (mistrz Campeonato Nacional)

## Campeonato Metropolitano 1981
Mistrzem Argentyny Metropolitano w sezonie 1981 został klub Boca Juniors, natomiast wicemistrzem Argentyny Metropolitano – Ferro Carril Oeste. Do drugiej ligi spadły dwa ostatnie w tabeli kluby – San Lorenzo de Almagro i CA Colón. Na ich miejsce awansowały 3 kluby: Racing Córdoba, Nueva Chicago Buenos Aires i CA Argentino de Quilmes. W ten sposób pierwsza liga została powiększona z 18 do 19 klubów.

### Kolejka 1
| Data           | Mecz |
| -------------- | --- |
| 22 lutego 1981 | Boca Juniors – Talleres Córdoba 4:1 Diego Maradona (2, 2k), Miguel A. Brindisi (2) - José O. Reinaldi                                                                                |
| 22 lutego 1981 | Independiente – CA Vélez Sarsfield 3:2 Antonio Alzamendi (2, 1k), Alejandro Barberón - José L. Lanao, Néstor E. Cataldo                                                              |
| 22 lutego 1981 | Sarmiento Junín – Ferro Carril Oeste 1:3 José R. Iglesias (k) - Carlos Arregui, Claudio Crocco, Julio C. Jiménez                                                                     |
| 22 lutego 1981 | Instituto Córdoba – River Plate 1:1 Víctor Heredia - Alberto C. Tarantini mecz rozegrany został na stadionie Estadio Córdoba                                                         |
| 22 lutego 1981 | San Lorenzo de Almagro – Estudiantes La Plata 1:4 Héctor Scotta - Miguel A. Russo, Sergio E. Gurrieri (2), Hugo Gottardi mecz rozegrany został na stadionie klubu Ferro Carril Oeste |
| 22 lutego 1981 | Newell’s Old Boys – Argentinos Juniors 2:2 Rolando R. Barrera (2) - Carlos Salinas (2)                                                                                               |
| 22 lutego 1981 | CA Huracán – Racing Club de Avellaneda 0:2 Hugo Villarruel, Juan R. Carrasco |
| 22 lutego 1981 | Unión Santa Fe – CA Colón 2:0 Fernando H. Alí, Eduardo Stehlik |
| 22 lutego 1981 | CA Platense – Rosario Central 2:0 Enrique E. Oviedo (2) |

### Kolejka 2
| Data         | Mecz |
| ------------ | --- |
| 1 marca 1981 | Talleres Córdoba – CA Huracán 2:0 Roberto Mosquera, Julio César Da Silva mecz rozegrany został na stadionie Estadio Córdoba                     |
| 1 marca 1981 | Racing Club de Avellaneda – CA Platense 2:0 Omar P. Roldán, Hugo Villarreal                                                                     |
| 1 marca 1981 | Rosario Central – Sarmiento Junín 2:0 Jorge A. García, Félix Orte (k)                                                                           |
| 1 marca 1981 | Ferro Carril Oeste – Unión Santa Fe 3:1 Gerónimo Saccardi, Juan D. Rocchia, Miguel A. Juárez - Fernando H. Alí                                  |
| 1 marca 1981 | CA Colón – San Lorenzo de Almagro 0:1 Mario Rizzi mecz rozegrany został na stadionie klubu Unión Santa Fe                                       |
| 1 marca 1981 | Estudiantes La Plata – Newell’s Old Boys 1:2 Guillermo Trama - Oscar Coullery, Santiago Santamaría                                              |
| 1 marca 1981 | Argentinos Juniors – Independiente 1:1 Pedro P. Pasculli - Osvaldo Mazo (k) mecz rozegrany został na stadionie klubu Atlanta Buenos Aires       |
| 1 marca 1981 | CA Vélez Sarsfield – River Plate 1:2 Pedro Larraquy (k) - Daniel Passarella, Roberto Gordon mecz rozegrany został na stadionie klubu CA Huracán |
| 1 marca 1981 | Boca Juniors – Instituto Córdoba 2:0 Diego Maradona (2, 1k)                                                                                     |

### Kolejka 3
| Data         | Mecz |
| ------------ | --- |
| 6 marca 1981 | Unión Santa Fe – Rosario Central 2:1 Carlos A. Mendoza, Eduardo R. Sánchez - Edgardo Bauza                                   |
| 6 marca 1981 | Newell’s Old Boys – CA Colón 4:2 Héctor Yazalde (2), Sergio Almirón, Rubén Fernández - Ricardo A. Roldán, Edgardo Di Meola   |
| 8 marca 1981 | River Plate – Argentinos Juniors 2:3 Oscar A. Ortiz, Juan C. Heredia - Carlos Salinas, Eugenio Morel Bogado (2)              |
| 8 marca 1981 | San Lorenzo de Almagro – Ferro Carril Oeste 0:1 Miguel A. Juárez mecz rozegrany został na stadionie klubu Ferro Carril Oeste |
| 8 marca 1981 | Independiente – Estudiantes La Plata 0:2 Guillermo Trama, Sergio Gurrieri                                                    |
| 8 marca 1981 | CA Platense – Talleres Córdoba 1:1 Eduardo Anzarda - Julio César Da Silva                                                    |
| 8 marca 1981 | Instituto Córdoba – CA Vélez Sarsfield 3:0 Juan J. Meza, Víctor H. Heredia, Luis Oropel                                      |
| 8 marca 1981 | Sarmiento Junín – Racing Club de Avellaneda 3:2 José R. Iglesias (2), Sergio A. Robles - Juan Barbas, Osvaldo A. Pérez       |
| 8 marca 1981 | CA Huracán – Boca Juniors 0:2 Osvaldo S. Escudero, Miguel Brindisi                                                           |

### Kolejka 4
| Data          | Mecz |
| ------------- | --- |
| 11 marca 1981 | Estudiantes La Plata – River Plate 2:3 Patricio Hernández (2) - Juan C. Heredia (2), Ramón A. Díaz                                               |
| 11 marca 1981 | CA Huracán – Instituto Córdoba 3:2 Carlos Babington (2, 1k), Alberto A. Monzón - Oscar A. Palavecino, Miguel E. Rodríguez                        |
| 11 marca 1981 | Boca Juniors – CA Platense 3:2 Miguel Brindisi, Hugo Perotti, Vicente Pernía - Eduardo E. Oviedo (2, 1k)                                         |
| 11 marca 1981 | Rosario Central – San Lorenzo de Almagro 2:2 Edgardo Bauzá (2, 1k) - Juan C. Ghielmetti s, Orlando P. Ruiz                                       |
| 11 marca 1981 | CA Colón – Independiente 2:1 Ricardo A. Roldán, Sergio O. Luna - Carlos Kiesse                                                                   |
| 11 marca 1981 | Talleres Córdoba – Sarmiento Junín 2:1 Humberto R. Bravo, José O. Reinaldi - Héctor A. Ortega mecz rozegrany został na stadionie Estadio Córdoba |
| 11 marca 1981 | Argentinos Juniors – CA Vélez Sarsfield 1:1 Eugenio Morel Bogado - Carlos Ischia mecz rozegrany został na stadionie klubu Atlanta Buenos Aires   |
| 11 marca 1981 | Racing Club de Avellaneda – Unión Santa Fe 3:0 Juan R. Carrasco (2), Hugo Villarruel                                                             |
| 11 marca 1981 | Ferro Carril Oeste – Newell’s Old Boys 0:0 mecz rozegrany został na stadionie klubu River Plate                                                  |

### Kolejka 5
| Data          | Mecz |
| ------------- | --- |
| 15 marca 1981 | Newell’s Old Boys – Rosario Central 3:0 Daniel P. Killer, Santiago Santamaría, Enzo Bulleri                                                              |
| 15 marca 1981 | Instituto Córdoba – Argentinos Juniors 1:0 Juan J. Meza                                                                                                  |
| 15 marca 1981 | San Lorenzo de Almagro – Racing Club de Avellaneda 1:1 Armando I. Quinteros - Omar P. Roldán mecz rozegrany został na stadionie klubu Ferro Carril Oeste |
| 15 marca 1981 | Unión Santa Fe – Talleres Córdoba 1:1 Carlos A. Mendoza - José O. Reinaldi                                                                               |
| 15 marca 1981 | Independiente – Ferro Carril Oeste 0:1 Adolfino Cañete                                                                                                   |
| 15 marca 1981 | CA Platense – CA Huracán 1:1 Raúl Grimoldi - Claudio García                                                                                              |
| 15 marca 1981 | River Plate – CA Colón 4:0 Mario Kempes (2, 1k), René Houseman, Pedro E. Vega                                                                            |
| 15 marca 1981 | Sarmiento Junín – Boca Juniors 1:2 Sergio A. Robles - Abel Alves, Miguel Brindisi (k)                                                                    |
| 15 marca 1981 | CA Vélez Sarsfield – Estudiantes La Plata 2:1 Pedro Larraquy, Carlos Bianchi - Patricio Hernández                                                        |

### Kolejka 6
| Data          | Mecz                                                                                              |
| ------------- | ------------------------------------------------------------------------------------------------- |
| 20 marca 1981 | Talleres Córdoba – San Lorenzo de Almagro 0:1 Eduardo E. Delgado                                  |
| 22 marca 1981 | Racing Club de Avellaneda – Newell’s Old Boys 0:0                                                 |
| 22 marca 1981 | Rosario Central – Independiente 1:0 Edgardo Bauza (k)                                             |
| 22 marca 1981 | CA Platense – Instituto Córdoba 2:1 Eduardo E. Oviedo (2) - Juan J. Meza                          |
| 22 marca 1981 | Ferro Carril Oeste – River Plate 1:2 Juan D. Rocchia (k) - Emilio N. Commisso, Daniel Passarellla |
| 22 marca 1981 | CA Colón – CA Vélez Sarsfield 1:1 Mario Cariaga - Dante A. Sanabria                               |
| 22 marca 1981 | CA Huracán – Sarmiento Junín 2:1 Carlos Centurión, Carlos Babington (k) - José M. Lorant          |
| 22 marca 1981 | Estudiantes La Plata – Argentinos Juniors 0:1 Miguel A. Bordón (k)                                |
| 22 marca 1981 | Boca Juniors – Unión Santa Fe 2:0 Miguel Brindisi, Vicente Pernía                                 |

### Kolejka 7
| Data          | Mecz |
| ------------- | --- |
| 25 marca 1981 | Independiente – Racing Club de Avellaneda 1:2 Jorge M. Olguín - Hugo Villarruel, Juan R. Carrasco                                                                       |
| 25 marca 1981 | CA Vélez Sarsfield – Ferro Carril Oeste 0:1 Juan D. Rocchia |
| 25 marca 1981 | Instituto Córdoba – Estudiantes La Plata 5:2 Raúl de la Cruz Chaparro (4, 1k), Rodolfo C. Rodríguez - Patricio Hernández, Hugo Gottardi                                 |
| 25 marca 1981 | Newell’s Old Boys – Talleres Córdoba 1:2 Juan A. Acosta - Roberto Mosquera, Humberto R. Bravo                                                                           |
| 25 marca 1981 | Sarmiento Junín – CA Platense 1:2 Fernando Marandet - Carlos Picerni, Claudio Viscovich                                                                                 |
| 25 marca 1981 | Argentinos Juniors – CA Colón 2:4 Pedro R. Magallanes, Carlos Randazzo - Rubén Favret, Jorge A. Comas (3) mecz rozegrany został na stadionie klubu Atlanta Buenos Aires |
| 25 marca 1981 | Unión Santa Fe – CA Huracán 3:0 Leopoldo Luque (2), Fernando H. Alí |
| 25 marca 1981 | San Lorenzo de Almagro – Boca Juniors 1:2 Mario Rizzi - Norberto Outes, Miguel Brindisi mecz rozegrany został na stadionie klubu CA Huracán                             |
| 25 marca 1981 | River Plate – Rosario Central 2:2 Daniel Passarella, Reinaldo Merlo - Daniel Sperandío, Félix Orte                                                                      |

### Kolejka 8
| Data          | Mecz |
| ------------- | --- |
| 27 marca 1981 | Racing Club de Avellaneda – River Plate 0:0 według RSSSF mecz rozegrany został na stadionie klubu CA Vélez Sarsfield                        |
| 28 marca 1981 | Talleres Córdoba – Independiente 0:5 Antonio Alzamendi (3), Alberto Brailovsky (2) mecz rozegrany został na stadionie klubu Estadio Córdoba |
| 28 marca 1981 | Rosario Central – CA Vélez Sarsfield 1:0 Edgardo Bauza                                                                                      |
| 29 marca 1981 | Boca Juniors – Newell’s Old Boys 2:2 Miguel Brindisi, Diego Maradona (k) - Héctor Yazalde (k), Santiago Santamaría                          |
| 29 marca 1981 | Sarmiento Junín – Instituto Córdoba 2:4 Ricardo Gareca (2) - Juan J. Meza, Raúl Chaparro (2), Enrique Nieto                                 |
| 29 marca 1981 | CA Platense – Unión Santa Fe 1:1 Eduardo E. Oviedo - Fernando H. Alí                                                                        |
| 29 marca 1981 | Ferro Carril Oeste – Argentinos Juniors 1:1 Claudio Crocco - Pedro R. Magallanes                                                            |
| 29 marca 1981 | CA Huracán – San Lorenzo de Almagro 1:3 Claudio Marangoni - Omar Larrosa (2), Francisco Juárez s                                            |
| 29 marca 1981 | CA Colón – Estudiantes La Plata 0:0 |

### Kolejka 9
| Data            | Mecz |
| --------------- | --- |
| 4 kwietnia 1981 | Instituto Córdoba – CA Colón 2:0 Raúl Chaparro (2, 2k) mecz rozegrany został na stadionie Estadio Córdoba                          |
| 5 kwietnia 1981 | Argentinos Juniors – Rosario Central 2:3 Carlos Olarán, Rubén Pérez - Juan C. Ghielmetti, Pedro R. Magallanes s, Walter Maladot    |
| 5 kwietnia 1981 | CA Vélez Sarsfield – Racing Club de Avellaneda 3:2 José A. Castro, Dante A. Sanabria, Pedro Larraquy (k) - Gabriel H. Calderón (2) |
| 5 kwietnia 1981 | Independiente – Boca Juniors 0:2 Diego Maradona, Oscar Ruggeri                                                                     |
| 5 kwietnia 1981 | San Lorenzo de Almagro – CA Platense 1:0 Eduardo E. Delgado (k) mecz rozegrany został na stadionie klubu Ferro Carril Oeste        |
| 5 kwietnia 1981 | Unión Santa Fe – Sarmiento Junín 0:1 Ricardo Gareca                                                                                |
| 5 kwietnia 1981 | Newell’s Old Boys – CA Huracán 3:0 Roque Alfaro, Víctor Ramos, Enzo Bulleri                                                        |
| 5 kwietnia 1981 | Estudiantes La Plata – Ferro Carril Oeste 0:1 Alberto Márcico                                                                      |
| 5 kwietnia 1981 | River Plate – Talleres Córdoba 1:0 Pedro Vega                                                                                      |

### Kolejka 10
| Data             | Mecz |
| ---------------- | --- |
| 10 kwietnia 1981 | Sarmiento Junín – San Lorenzo de Almagro 2:0 Ricardo Gareca (2) |
| 10 kwietnia 1981 | Racing Club de Avellaneda – Argentinos Juniors 2:2 Omar P. Roldán, Osvaldo Pérez - Pedro Magallanes, Miguel A. Bordón (k)                                                        |
| 10 kwietnia 1981 | CA Platense – Newell’s Old Boys 2:2 Ramón Bóveda, Eduardo E. Oviedo - Enzo Bulleri, Roque Alfaro                                                                                 |
| 10 kwietnia 1981 | Rosario Central – Estudiantes La Plata 0:0 |
| 10 kwietnia 1981 | Unión Santa Fe – Instituto Córdoba 2:0 Leopoldo Luque, Fernando H. Alí |
| 10 kwietnia 1981 | Ferro Carril Oeste – CA Colón 3:1 Gerónimo Saccardi, Miguel A. Juárez (2) - Jorge Casaccio                                                                                       |
| 10 kwietnia 1981 | CA Huracán – Independiente 1:0 Claudio O. García |
| 10 kwietnia 1981 | Boca Juniors – River Plate 3:0 Miguel Brindisi (2), Diego Maradona |
| 11 kwietnia 1981 | Talleres Córdoba – CA Vélez Sarsfield 2:3 Roberto Mosquera, Luis A. Ludueña - Carlos Ischia, Dante A. Sanabria, José L. Lanao mecz rozegrany został na stadionie Estadio Córdoba |

### Kolejka 11
| Data             | Mecz |
| ---------------- | --- |
| 15 kwietnia 1981 | River Plate – CA Huracán 2:2 Mario Kempes, Norberto Alonso - Jorge J. Gutiérrez (2) |
| 15 kwietnia 1981 | CA Vélez Sarsfield – Boca Juniors 1:0 Dante A. Zanabria |
| 15 kwietnia 1981 | CA Colón – Rosario Central 1:0 Jorge Comas |
| 15 kwietnia 1981 | Independiente – CA Platense 5:2 Antonio Alzamendi (3), Osvaldo Mazo, Alberto Brailovsky - Eduardi E. Oviedo, Néstor L. Scotta |
| 15 kwietnia 1981 | Instituto Córdoba – Ferro Carril Oeste 3:7 Víctor H. Heredia, Rodolfo C. Rodríguez (k), Oscar A. Palavecino - Miguel A. Juárez, Oscar Garré, Julio C. Jiménez (3), Adolfino Cañete (2) mecz rozegrany został na stadionie Estadio Córdoba |
| 15 kwietnia 1981 | San Lorenzo de Almagro – Unión Santa Fe 2:1 Héctor Scotta, Eduardo E. Delgado - Eduardo Stehlik mecz rozegrany został na stadionie klubu Boca Juniors                                                                                     |
| 15 kwietnia 1981 | Newell’s Old Boys – Sarmiento Junín 2:0 Enzo Bulleri, Roque Alfaro |
| 15 kwietnia 1981 | Argentinos Juniors – Talleres Córdoba 1:3 Miguel A. Bordón (k) - Victorio Ocaño, José O. Reinaldi, Néstor Lucco mecz rozegrany został na stadionie klubu Atlanta Buenos Aires                                                             |
| 15 kwietnia 1981 | Estudiantes La Plata – Racing Club de Avellaneda 0:0 mecz przerwany w 26 minucie – dokończony 22 kwietnia 1981 |
| 22 kwietnia 1981 | Estudiantes La Plata – Racing Club de Avellaneda 1:0 Hugo Gottardi dokończenie pozostałych 64 minut z dnia 15 kwietnia 1981 |

### Kolejka 12
| Data             | Mecz |
| ---------------- | --- |
| 18 kwietnia 1981 | Talleres Córdoba – Estudiantes La Plata 2:0 Victorio Ocaño, Luis A. Ludueña mecz roegrany został na stadionie Estadio Córdoba |
| 19 kwietnia 1981 | CA Platense – River Plate 1:1 Eduardo Anzarda - Omar Labruna mecz rozegrany został na stadionie klubu Atlanta Buenos Aires    |
| 19 kwietnia 1981 | Sarmiento Junín – Independiente 3:3 Horacio Cordero, Ricardo Gareca (2) - Alberto Brailovsky (2), Alejandro Barberón          |
| 19 kwietnia 1981 | Unión Santa Fe – Newell’s Old Boys 1:1 Eduardo R. Sánchez - Enzo Bulleri                                                      |
| 19 kwietnia 1981 | Rosario Central – Ferro Carril Oeste 1:1 Edgardo Bauza - Roberto M. C. Gómez                                                  |
| 19 kwietnia 1981 | San Lorenzo de Almagro – Instituto Córdoba 1:0 Eduardo E. Delgado mecz rozegrany został na stadionie klubu Ferro Carril Oeste |
| 19 kwietnia 1981 | Boca Juniors – Argentinos Juniors 2:0 Jorge J. Benítez, Miguel Brindisi                                                       |
| 19 kwietnia 1981 | Racing Club de Avellaneda – CA Colón 1:0 Hugo Villarruel                                                                      |
| 19 kwietnia 1981 | CA Huracán – CA Vélez Sarsfield 1:1 Néstor J. Candedo - José L. Lanao                                                         |

### Kolejka 13
| Data             | Mecz |
| ---------------- | --- |
| 26 kwietnia 1981 | Newell’s Old Boys – San Lorenzo de Almagro 3:1 Héctor Yazalde, Rolando R. Barrera, Roque Alfaro - Eduardo E. Delgado |
| 26 kwietnia 1981 | CA Vélez Sarsfield – CA Platense 2:2 Pedro Larraquy, Carlos Bianchi - Eduardo Anzarda (2)                            |
| 26 kwietnia 1981 | Estudiantes La Plata – Boca Juniors 1:2 Jorge Coudannes - Osvaldo S. Escudero, Diego Maradona                        |
| 26 kwietnia 1981 | CA Colón – Talleres Córdoba 1:0 Jorge Comas                                                                          |
| 26 kwietnia 1981 | Ferro Carril Oeste – Racing Club de Avellaneda 0:1 Hugo Villarruel                                                   |
| 26 kwietnia 1981 | Independiente – Unión Santa Fe 1:0 Domingo Sandoval                                                                  |
| 26 kwietnia 1981 | Argentinos Juniors – CA Huracán 0:0                                                                                  |
| 26 kwietnia 1981 | Instituto Córdoba – Rosario Central 0:1 Héctor A. Chazarreta mecz rozegrany został na stadionie Estadio Córdoba      |
| 26 kwietnia 1981 | River Plate – Sarmiento Junín 2:1 Mario Kempes, Pedro González - Carlos López (k)                                    |

### Kolejka 14
| Data             | Mecz |
| ---------------- | --- |
| 30 kwietnia 1981 | San Lorenzo de Almagro – Independiente 0:1 Ricardo Giusti mecz rozegrany został na stadionie klubu CA Vélez Sarsfield                                       |
| 30 kwietnia 1981 | Sarmiento Junín – CA Vélez Sarsfield 0:0 |
| 30 kwietnia 1981 | CA Platense – Argentinos Juniors 2:2 Néstor Scotta, Eduardo Anzarda - Pedro R. Magallanes (2) mecz rozegrany został na stadionie klubu Atlanta Buenos Aires |
| 30 kwietnia 1981 | CA Huracán – Estudiantes La Plata 1:1 Clide Díaz - Hugo Gottardi                                                                                            |
| 30 kwietnia 1981 | Talleres Córdoba – Ferro Carril Oeste 0:0 mecz rozegrany został na stadionie Estadio Córdoba                                                                |
| 30 kwietnia 1981 | Racing Club de Avellaneda – Rosario Central 0:0 |
| 30 kwietnia 1981 | Newell’s Old Boys – Instituto Córdoba 3:0 Enzo Bulleri (2), Francisco Azzolini                                                                              |
| 30 kwietnia 1981 | Unión Santa Fe – River Plate 2:0 Carlos A. Mendoza, Luis Abdeneve                                                                                           |
| 30 kwietnia 1981 | Boca Juniors – CA Colón 3:0 Diego Maradona, Hugo Perotti, Miguel Brindisi                                                                                   |

### Kolejka 15
| Data        | Mecz |
| ----------- | --- |
| 3 maja 1981 | Rosario Central – Talleres Córdoba 0:0 |
| 3 maja 1981 | Independiente – Newell’s Old Boys 2:0 Alejandro Barberón, Ricardo Giusti                                                                                           |
| 3 maja 1981 | Instituto Córdoba – Racing Club de Avellaneda 2:1 Raúl Chaparro (k), Miguel E. Rodríguez - Juan R. Carrasco (k) mecz rozegrany został na stadionie Estadio Córdoba |
| 3 maja 1981 | CA Colón – CA Huracán 1:2 Carlos A. Mercado - Néstor Candedo, Carlos Babington (k)                                                                                 |
| 3 maja 1981 | Argentinos Juniors – Sarmiento Junín 4:2 Mario Zanabria, Miguel A. Bordón (2), Rubén Pérez - Ricardo Gareca, José R. Iglesias                                      |
| 3 maja 1981 | CA Vélez Sarsfield – Unión Santa Fe 1:1 Pedro Larraquy (k) - Ramón Centurión                                                                                       |
| 3 maja 1981 | Estudiantes La Plata – CA Platense 0:0 |
| 3 maja 1981 | River Plate – San Lorenzo de Almagro 1:1 Pedro Vega - Omar Larrosa                                                                                                 |
| 3 maja 1981 | Ferro Carril Oeste – Boca Juniors 0:0 |

### Kolejka 16
| Data         | Mecz |
| ------------ | --- |
| 10 maja 1981 | Newell’s Old Boys – River Plate 2:1 Héctor Yazalde, Roque Alfaro - Ramón A. Díaz                                                               |
| 10 maja 1981 | Boca Juniors – Rosario Central 3:2 Carlos Morete, Abel Alves, Diego Maradona (k) - Edgardo Bauza (k), Omar Palma                               |
| 10 maja 1981 | Independiente – Instituto Córdoba 2:1 Carlos Fren, Ricardo Bochini - Raúl Chaparro                                                             |
| 10 maja 1981 | Talleres Córdoba – Racing Club de Avellaneda 0:2 Juan R. Carrasco (2) mecz rozegrany został na stadionie Estadio Córdoba                       |
| 10 maja 1981 | CA Huracán – Ferro Carril Oeste 0:2 Roberto M. C. Gómez, Julio C. Jiménez                                                                      |
| 10 maja 1981 | CA Platense – CA Colón 3:0 Eduardo Anzarda, Heriberto Correa (2, 2k)                                                                           |
| 10 maja 1981 | San Lorenzo de Almagro – CA Vélez Sarsfield 1:1 Héctor Scotta - Pedro Larraquy (k) mecz rozegrany został na stadionie klubu Ferro Carril Oeste |
| 10 maja 1981 | Unión Santa Fe – Argentinos Juniors 0:1 Rubén A. Pérez                                                                                         |
| 10 maja 1981 | Sarmiento Junín – Estudiantes La Plata 0:0 |

### Kolejka 17
| Data         | Mecz |
| ------------ | --- |
| 13 maja 1981 | CA Vélez Sarsfield – Newell’s Old Boys 4:2 Néstor Cataldo, Pedro Larraquy (2), Carlos Bianchi - Héctor Yazalde, Santiago Santamaría                     |
| 13 maja 1981 | River Plate – Independiente 1:2 Ramón A. Díaz - Antonio Alzamendi (2)                                                                                   |
| 13 maja 1981 | CA Colón – Sarmiento Junín 1:1 Mario Cariaga - Héctor A. Ortega mecz rozegrany został na stadionie klubu Unión Santa Fe                                 |
| 13 maja 1981 | Ferro Carril Oeste – CA Platense 0:0 mecz rozegrany został na stadionie klubu CA Huracán                                                                |
| 13 maja 1981 | Instituto Córdoba – Talleres Córdoba 0:0 mecz rozegrany został na stadionie Estadio Córdoba                                                             |
| 13 maja 1981 | Rosario Central – CA Huracán 2:1 Eduardo A. Bacas (2) - Carlos Babington (k)                                                                            |
| 13 maja 1981 | Estudiantes La Plata – Unión Santa Fe 1:1 José L. Brown (k) - Julián Camino s                                                                           |
| 13 maja 1981 | Argentinos Juniors – San Lorenzo de Almagro 1:1 Pedro Magallanes - Eduardo E. Delgado (k) mecz rozegrany został na stadionie klubu Atlanta Buenos Aires |
| 14 maja 1981 | Racing Club de Avellaneda – Boca Juniors 1:1 Julio J. Olarticoechea - Miguel Brindisi mecz rozegrany został na stadionie klubu River Plate              |

### Kolejka 18
| Data         | Mecz |
| ------------ | --- |
| 17 maja 1981 | CA Vélez Sarsfield – Independiente 2:1 Abel Moralejo, Raúl Rojas - Ricardo Giusti                                                 |
| 17 maja 1981 | River Plate – Instituto Córdoba 2:5 Pedro González, Daniel Passarella (k) - Rodolfo Rodríguez (3), Raúl Chaparro (2)              |
| 17 maja 1981 | Racing Club de Avellaneda – CA Huracán 4:0 Juan R. Carrasco (4)                                                                   |
| 17 maja 1981 | Ferro Carril Oeste – Sarmiento Junín 2:2 Juan D. Rocchia, Julio C. Jiménez - Ricardo Gareca (2)                                   |
| 17 maja 1981 | Estudiantes La Plata – San Lorenzo de Almagro 2:1 Patricio Hernández, Héctor Vargas - Walter Perazzo                              |
| 17 maja 1981 | Argentinos Juniors – Newell’s Old Boys 1:1 Pedro P. Pasculli - Rolando R. Barrera                                                 |
| 17 maja 1981 | Rosario Central – CA Platense 2:1 Aldo Espinoza, Héctor Chazarreta - Eduardo Anzarda                                              |
| 17 maja 1981 | Talleres Córdoba – Boca Juniors 1:0 José O. Reinaldi                                                                              |
| 18 maja 1981 | CA Colón – Unión Santa Fe 1:1 Carlos A. Mercado - Pierino Lattuada (k) mecz rozegrany został na stadionie klubu Newell’s Old Boys |

### Kolejka 19
| Data         | Mecz |
| ------------ | --- |
| 24 maja 1981 | Instituto Córdoba – Boca Juniors 0:0 mecz rozegrany został na stadionie Estadio Córdoba                                            |
| 24 maja 1981 | Newell’s Old Boys – Estudiantes La Plata 3:0 Víctor R. Ramos, Enzo Bulleri (2, 1k)                                                 |
| 24 maja 1981 | River Plate – CA Vélez Sarsfield 3:3 Juan C. Heredia, Ramón A. Díaz, Daniel Passarella - Dante A. Sanabria (2), Raúl Rojas         |
| 24 maja 1981 | Independiente – Argentinos Juniors 4:0 Alberto Brailovsky (2), Néstor Clausen, Osvaldo Mazo                                        |
| 24 maja 1981 | Sarmiento Junín – Rosario Central 1:1 José R. Iglesias - Walter Maladot                                                            |
| 24 maja 1981 | San Lorenzo de Almagro – CA Colón 2:0 Walter Perazzo, José L. Ceballos mecz rozegrany został na stadionie klubu Ferro Carril Oeste |
| 24 maja 1981 | Unión Santa Fe – Ferro Carril Oeste 1:1 Eduardo Sánchez - Julio C. Jiménez                                                         |
| 24 maja 1981 | CA Platense – Racing Club de Avellaneda 1:1 Raúl Grimoldi - Juan R. Carrasco                                                       |
| 24 maja 1981 | CA Huracán – Talleres Córdoba 1:1 Claudio Morresi - Victorio Ocaño                                                                 |

### Kolejka 20
| Data         | Mecz |
| ------------ | --- |
| 30 maja 1981 | Talleres Córdoba – CA Platense 1:2 Ángel Bocanelli - Eduardo Anzarda (2) mecz rozegrany został na stadionie Estadio Córdoba                                                             |
| 31 maja 1981 | Argentinos Juniors – River Plate 1:6 Jorge Gordillo s - Daniel Lonardi, Norberto Alonso, Juan J. López, Ramón A. Díaz (3) mecz rozegrany został na stadionie klubu Atlanta Buenos Aires |
| 31 maja 1981 | Estudiantes La Plata – Independiente 1:2 José L. Brown (k) - Jorge M. Olguín, Antonio Alzamendi                                                                                         |
| 31 maja 1981 | CA Colón – Newell’s Old Boys 1:2 Mario Cariaga - Enzo Bulleri, Juan A. Acosta według RSSSF mecz rozegrany został na stadionie klubu Unión Santa Fe                                      |
| 31 maja 1981 | Ferro Carril Oeste – San Lorenzo de Almagro 2:1 Claudio Crocco, Juan D. Rocchia - Héctor Scotta                                                                                         |
| 31 maja 1981 | Rosario Central – Unión Santa Fe 2:0 Edgardo Bauza, Adalberto Perroud |
| 31 maja 1981 | Racing Club de Avellaneda – Sarmiento Junín 1:1 José D. Van Tuyne (k) - Ricardo Gareca mecz rozegrany został na stadionie klubu Independiente                                           |
| 31 maja 1981 | CA Vélez Sarsfield – Instituto Córdoba 0:0 |
| 31 maja 1981 | Boca Juniors – CA Huracán 3:2 Ariel Krasouski (2), Carlos Morete - Claudio Marangoni (k), Néstor Candedo                                                                                |

### Kolejka 21
| Data           | Mecz |
| -------------- | --- |
| 5 czerwca 1981 | CA Platense – Boca Juniors 0:4 Diego Maradona (2), Hugo Perotti, Ariel Krasouski mecz rozegrany został na stadionie klubu CA Vélez Sarsfield  |
| 7 czerwca 1981 | Instituto Córdoba – CA Huracán 1:2 Rodolfo C. Rodríguez - Carlos Centurión, Néstor Candedo mecz rozegrany został na stadionie Estadio Córdoba |
| 7 czerwca 1981 | Sarmiento Junín – Talleres Córdoba 1:1 José R. Iglesias (k) - Humberto R. Bravo                                                               |
| 7 czerwca 1981 | Unión Santa Fe – Racing Club de Avellaneda 2:0 Oscar Regenhardt, Eduardo Sánchez                                                              |
| 7 czerwca 1981 | San Lorenzo de Almagro – Rosario Central 0:0 mecz rozegrany został na stadionie klubu Ferro Carril Oeste                                      |
| 7 czerwca 1981 | Newell’s Old Boys – Ferro Carril Oeste 0:1 Héctor Cúper                                                                                       |
| 7 czerwca 1981 | Independiente – CA Colón 1:0 Antonio Alzamendi                                                                                                |
| 7 czerwca 1981 | CA Vélez Sarsfield – Argentinos Juniors 1:0 Carlos Bianchi                                                                                    |
| 7 czerwca 1981 | River Plate – Estudiantes La Plata 3:2 Ramón A. Díaz, Eduardo Saporiti, Daniel Passarella (k) - Rubén Galletti, Patricio Hernández            |

### Kolejka 22
| Data            | Mecz |
| --------------- | --- |
| 9 czerwca 1981  | Racing Club de Avellaneda – San Lorenzo de Almagro 4:0 Hugo Villarruel, Juan R. Carrasco (2), Juan Barbas mecz rozegrany został na stadionie klubu CA Vélez Sarsfield |
| 10 czerwca 1981 | Ferro Carril Oeste – Independiente 0:0 mecz rozegrany został na stadionie klubu CA Vélez Sarsfield                                                                    |
| 10 czerwca 1981 | Estudiantes La Plata – CA Vélez Sarsfield 2:1 José L. Brown (2, 1k) - Carlos Ischia                                                                                   |
| 10 czerwca 1981 | Talleres Córdoba – Unión Santa Fe 2:0 Luis A. Ludueña, Humberto R. Bravo mecz rozegrany został na stadionie Estadio Córdoba                                           |
| 10 czerwca 1981 | Argentinos Juniors – Instituto Córdoba 0:1 Raúl Chaparro mecz rozegrany został na stadionie klubu Atlanta Buenos Aires                                                |
| 10 czerwca 1981 | Rosario Central – Newell’s Old Boys 0:0 |
| 10 czerwca 1981 | CA Colón – River Plate 1:1 Ricardo A. Roldán - Mauricio Méndez s |
| 10 czerwca 1981 | Boca Juniors – Sarmiento Junín 2:1 Carlos Morete, Miguel Brindisi - José R. Iglesias                                                                                  |
| 10 czerwca 1981 | CA Huracán – CA Platense 2:1 Carlos Centurión (2) - Alberto J. Gómez                                                                                                  |

### Kolejka 23
| Data            | Mecz |
| --------------- | --- |
| 13 czerwca 1981 | Instituto Córdoba – CA Platense 3:0 Salvador Mastrosimone, Miguel E. Rodríguez, Raúl Chaparro mecz rozegrany został na stadionie Estadio Córdoba            |
| 14 czerwca 1981 | Independiente – Rosario Central 1:1 Enzo Trossero - Félix Orte                                                                                              |
| 14 czerwca 1981 | CA Vélez Sarsfield – CA Colón 5:1 Néstor Cataldo, Carlos Bianchi, Carlos Ischia, Pedro Larraquy, Abel Moralejo - Carlos A. Mercado                          |
| 14 czerwca 1981 | Sarmiento Junín – CA Huracán 2:0 Héctor A. Ortega, José R. Iglesias (k)                                                                                     |
| 14 czerwca 1981 | River Plate – Ferro Carril Oeste 0:1 Juan D. Rocchia |
| 14 czerwca 1981 | Newell’s Old Boys – Racing Club de Avellaneda 1:1 Víctor R. Ramos - José D. Van Tuyne (k)                                                                   |
| 14 czerwca 1981 | San Lorenzo de Almagro – Talleres Córdoba 2:1 Rubén Insúa, José L. Ceballos - Humberto R. Bravo mecz rozegrany został na stadionie klubu Ferro Carril Oeste |
| 14 czerwca 1981 | Argentinos Juniors – Estudiantes La Plata 0:2 Rubén Galletti (2)                                                                                            |
| 14 czerwca 1981 | Unión Santa Fe – Boca Juniors 2:0 Fernando H. Alí (2) |

### Kolejka 24
| Data            | Mecz |
| --------------- | --- |
| 20 czerwca 1981 | Talleres Córdoba – Newell’s Old Boys 2:4 Julio César Da Silva (2, 2k) - Rolando Barrera (2), Víctor R. Ramos, Santiago Santamaría mecz rozegrany został na stadionie Estadio Córdoba |
| 21 czerwca 1981 | CA Colón – Argentinos Juniors 2:0 Roberto Marioni, Sergio O. Luna |
| 21 czerwca 1981 | Ferro Carril Oeste – CA Vélez Sarsfield 3:0 Adolfino Cañete (2), Jorge Brandoni |
| 21 czerwca 1981 | Rosario Central – River Plate 2:2 Edgardo Teglia, Edgardo Bauza (k) - Ramón A. Díaz (2)                                                                                              |
| 21 czerwca 1981 | Racing Club de Avellaneda – Independiente 0:0 mecz rozegrany został na stadionie klubu CA Vélez Sarsfield                                                                            |
| 21 czerwca 1981 | Boca Juniors – San Lorenzo de Almagro 4:0 Osvaldo S. Escudero, Jorge J. Benítez, Miguel Brindisi, Diego Maradona                                                                     |
| 21 czerwca 1981 | CA Huracán – Unión Santa Fe 1:1 Claudio Marangoni - Leopoldo Luque |
| 21 czerwca 1981 | CA Platense – Sarmiento Junín 2:2 Ramón Bóveda, Alberto J. Gómez - José R. Iglesias, José H. Romero                                                                                  |
| 21 czerwca 1981 | Estudiantes La Plata – Instituto Córdoba 2:1 Rubén Galletti, Hugo Gottardi - Rodolfo C. Rodríguez (k)                                                                                |

### Kolejka 25
| Data            | Mecz |
| --------------- | --- |
| 24 czerwca 1981 | Independiente – Talleres Córdoba 1:0 Antonio Alzamendi                                                                   |
| 24 czerwca 1981 | CA Vélez Sarsfield – Rosario Central 0:0                                                                                 |
| 24 czerwca 1981 | Unión Santa Fe – CA Platense 2:0 Leopoldo Luque (2)                                                                      |
| 24 czerwca 1981 | River Plate – Racing Club de Avellaneda 3:1 Norberto Alonso, Pedro A. González, Ramón A. Díaz - Juan Barbas              |
| 24 czerwca 1981 | Argentinos Juniors – Ferro Carril Oeste 0:1 Carlos Arregui mecz rozegrany został na stadionie klubu Atlanta Buenos Aires |
| 24 czerwca 1981 | San Lorenzo de Almagro – CA Huracán 0:1 Carlos Centurión mecz rozegrany został na stadionie klubu Boca Juniors           |
| 24 czerwca 1981 | Newell’s Old Boys – Boca Juniors 0:2 Jorge J. Benítez, Roberto Passucci                                                  |
| 24 czerwca 1981 | Estudiantes La Plata – CA Colón 1:1 José L. Brown (k) - Ricardo A. Roldán                                                |
| 24 czerwca 1981 | Instituto Córdoba – Sarmiento Junín 0:0 mecz rozegrany został na stadionie Estadio Córdoba                               |

### Kolejka 26
| Data            | Mecz |
| --------------- | --- |
| 28 czerwca 1981 | Talleres Córdoba – River Plate 2:1 Julio César Da Silva (k), Luis A. Ludueña - Daniel Passarella mecz rozegrany został na stadionie Estadio Córdoba            |
| 28 czerwca 1981 | Rosario Central – Argentinos Juniors 2:4 Edgardo Bauza (2) - Carlos Randazzo (2), Eugenio Morel Bogado, Miguel A. Bordón (k)                                   |
| 28 czerwca 1981 | Sarmiento Junín – Unión Santa Fe 2:1 José R. Iglesias (k), Héctor A. Ortega - Oscar Regenhardt                                                                 |
| 28 czerwca 1981 | CA Huracán – Newell’s Old Boys 2:0 Alberto A. Monzón, Claudio Marangoni (k)                                                                                    |
| 28 czerwca 1981 | CA Colón – Instituto Córdoba 2:1 Ricardo A. Roldán, Andrés Rebottaro - Raúl Chaparro                                                                           |
| 28 czerwca 1981 | Ferro Carril Oeste – Estudiantes La Plata 0:0 |
| 28 czerwca 1981 | Racing Club de Avellaneda – CA Vélez Sarsfield 3:0 Juan R. Carrasco (2, 2k), Miguel A. Giachello mecz rozegrany został na stadionie klubu Atlanta Buenos Aires |
| 28 czerwca 1981 | Boca Juniors – Independiente 1:1 Diego Maradona - Osvaldo Mazo                                                                                                 |
| 28 czerwca 1981 | CA Platense – San Lorenzo de Almagro 1:0 Ramón Bóveda |

### Kolejka 27
| Data         | Mecz |
| ------------ | --- |
| 5 lipca 1981 | River Plate – Boca Juniors 1:1 Mario Kempes - Diego Maradona                                                                                            |
| 5 lipca 1981 | San Lorenzo de Almagro – Sarmiento Junín 1:1 Eduardo E. Delgado - Luciano Polo według RSSSF mecz rozegrany został na stadionie klubu Ferro Carril Oeste |
| 5 lipca 1981 | Instituto Córdoba – Unión Santa Fe 2:1 Salvador Mastrosimone, Raúl Chaparro - Leopoldo Luque mecz rozegrany został na stadionie Estadio Córdoba         |
| 5 lipca 1981 | CA Colón – Ferro Carril Oeste 0:0 |
| 5 lipca 1981 | Newell’s Old Boys – CA Platense 1:0 Rubén A. Fernández                                                                                                  |
| 5 lipca 1981 | Argentinos Juniors – Racing Club de Avellaneda 1:1 Pedro Magallanes - Carlos A. Caldeiro                                                                |
| 5 lipca 1981 | Independiente – CA Huracán 0:0 |
| 5 lipca 1981 | CA Vélez Sarsfield – Talleres Córdoba 0:0 |
| 5 lipca 1981 | Estudiantes La Plata – Rosario Central 2:1 Héctor Vargas, Patricio Hernández - Edgardo Bauza (k)                                                        |

### Kolejka 28
| Data         | Mecz |
| ------------ | --- |
| 9 lipca 1981 | Boca Juniors – CA Vélez Sarsfield 1:1 Diego Maradona - Carlos Bianchi |
| 9 lipca 1981 | CA Huracán – River Plate 1:3 Claudio Marangoni (k) - Mario Kempes (2), Ramón A. Díaz |
| 9 lipca 1981 | Sarmiento Junín – Newell’s Old Boys 3:2 José R. Iglesias (2, 2k), Carlos A. López - Víctor R. Ramos, Rubén A. Fernández |
| 9 lipca 1981 | Racing Club de Avellaneda – Estudiantes La Plata 0:1 Hugo Gottardi mecz rozegrany został na stadionie klubu Independiente |
| 9 lipca 1981 | Talleres Córdoba – Argentinos Juniors 2:2 Ángel Bocanelli, Julio César Da Silva - Miguel A. Bordón, Carlos H. Salinas mecz rozegrany został na stadionie Estadio Córdoba 6 sierpnia 1981 przyznano walkower 0:2 dla Argentinos Juniors z powodu wykrytego dopingu |
| 9 lipca 1981 | Ferro Carril Oeste – Instituto Córdoba 4:0 Miguel A. Juárez (2), Juan D. Rocchia, Alberto Márcico |
| 9 lipca 1981 | Unión Santa Fe – San Lorenzo de Almagro 2:1 Fernando H. Alí, Oscar Regenhardt - Eduardo E. Delgado |
| 9 lipca 1981 | CA Platense – Independiente 2:1 Néstor Scotta, Maximiliano Cincunegui - Alberto Brailovsky |
| 9 lipca 1981 | Rosario Central – CA Colón 1:1 Edgardo Bauza - Rubén Favret |

### Kolejka 29
| Data          | Mecz |
| ------------- | --- |
| 12 lipca 1981 | Ferro Carril Oeste – Rosario Central 2:0 Juan D. Rocchia (2) |
| 12 lipca 1981 | Independiente – Sarmiento Junín 1:0 Vicente Giordano |
| 12 lipca 1981 | Estudiantes La Plata – Talleres Córdoba 2:1 Patricio Hernández, José L. Brown (k) - Ángel Hoyos |
| 12 lipca 1981 | CA Colón – Racing Club de Avellaneda 1:1 Víctor Binello - Juan Barbas |
| 12 lipca 1981 | Instituto Córdoba – San Lorenzo de Almagro 6:2 Raúl Chaparro (3, 1k), Hugo Verdecchia s, Miguel Olmedo, Oscar A. Palavecino - Omar Larrosa, Rubén Insúa (k) mecz rozegrany został na stadionie Estadio Córdoba |
| 12 lipca 1981 | Newell’s Old Boys – Unión Santa Fe 2:2 Enzo Bulleri, Víctor R. Ramos - Leopoldo Luque (2) |
| 12 lipca 1981 | CA Vélez Sarsfield – CA Huracán 0:4 Alberto A. Monzón (4) |
| 12 lipca 1981 | River Plate – CA Platense 1:0 Ramón A. Díaz |
| 12 lipca 1981 | Argentinos Juniors – Boca Juniors 2:2 Christian Angeletti, Carlos H. Salinas - Carlos H. Córdoba, Miguel Brindisi mecz rozegrany został na stadionie klubu CA Vélez Sarsfield                                  |

### Kolejka 30
| Data          | Mecz |
| ------------- | --- |
| 19 lipca 1981 | Boca Juniors – Estudiantes La Plata 1:0 Hugo Perotti                                                                                                |
| 19 lipca 1981 | Racing Club de Avellaneda – Ferro Carril Oeste 0:1 Adolfino Cañete mecz rozegrany został na stadionie klubu CA Vélez Sarsfield                      |
| 19 lipca 1981 | Sarmiento Junín – River Plate 1:3 José R. Iglesias - Emilio N. Commisso (2), Ramón A. Díaz                                                          |
| 19 lipca 1981 | Talleres Córdoba – CA Colón 3:0 Néstor Lucco, José D. Valencia, Ángel Hoyos mecz rozegrany został na stadionie Estadio Córdoba                      |
| 19 lipca 1981 | CA Platense – CA Vélez Sarsfield 1:0 Néstor Scotta                                                                                                  |
| 19 lipca 1981 | CA Huracán – Argentinos Juniors 1:0 Mario Bianchini                                                                                                 |
| 19 lipca 1981 | Unión Santa Fe – Independiente 2:0 Leopoldo Luque, Carlos A. Mendoza                                                                                |
| 19 lipca 1981 | Rosario Central – Instituto Córdoba 2:2 Eduardo A. Bacas, Adelqui Cornaglia - Miguel Olmedo, Víctor H. Heredia                                      |
| 19 lipca 1981 | San Lorenzo de Almagro – Newell’s Old Boys 1:1 Eduardo E. Delgado (k) - Víctor R. Ramos mecz rozegrany został na stadionie klubu Ferro Carril Oeste |

### Kolejka 31
| Data          | Mecz                                                                                              |
| ------------- | ------------------------------------------------------------------------------------------------- |
| 26 lipca 1981 | CA Colón – Boca Juniors 0:2 Osvaldo S. Escudero, Hugo Perotti                                     |
| 26 lipca 1981 | Independiente – San Lorenzo de Almagro 0:0                                                        |
| 26 lipca 1981 | River Plate – Unión Santa Fe 1:0 Norberto Alonso                                                  |
| 26 lipca 1981 | CA Vélez Sarsfield – Sarmiento Junín 1:1 Dante A. Sanabria - José R. Iglesias                     |
| 26 lipca 1981 | Argentinos Juniors – CA Platense 3:1 Eugenio Morel Bogado (2), Eduardo Beaulieu - Eduardo Anzarda |
| 26 lipca 1981 | Estudiantes La Plata – CA Huracán 2:1 Hugo Gottardi (2) - Claudio O. García                       |
| 26 lipca 1981 | Ferro Carril Oeste – Talleres Córdoba 1:1 Miguel A. Juárez - Humberto R. Bravo                    |
| 26 lipca 1981 | Rosario Central – Racing Club de Avellaneda 1:1 Víctor Marchetti - José O. Berta                  |
| 26 lipca 1981 | Instituto Córdoba – Newell’s Old Boys 2:1 Rodolfo C. Rodríguez, Raúl Chaparro - Roque Alfaro      |

### Kolejka 32
| Data            | Mecz |
| --------------- | --- |
| 2 sierpnia 1981 | Talleres Córdoba – Rosario Central 2:2 José L. Cuciuffo, Julio César Da Silva - Carlos Lancellotti, Adalberto Perroud mecz rozegrany został na stadionie Estadio Córdoba                                        |
| 2 sierpnia 1981 | Racing Club de Avellaneda – Instituto Córdoba 3:2 Juan R. Carrasco, Osvaldo A. Pérez, Carlos A. Caldeiro - Juan J. Meza, Rodolfo C. Rodríguez (k) mecz rozegrany został na stadionie klubu Atlanta Buenos Aires |
| 2 sierpnia 1981 | Newell’s Old Boys – Independiente 3:0 Víctor R. Ramos (2), Juan A. Acosta |
| 2 sierpnia 1981 | Unión Santa Fe – CA Vélez Sarsfield 1:1 Carlos A. Mendoza - José L. Lanao |
| 2 sierpnia 1981 | CA Huracán – CA Colón 4:1 Claudio Morresi, Claudio Marangoni (k), Mauricio Méndez s, Carlos Babington - Sergio O. Luna (k)                                                                                      |
| 2 sierpnia 1981 | CA Platense – Estudiantes La Plata 3:0 Heriberto Correa (k), Eduardo Anzarda (2) |
| 2 sierpnia 1981 | Sarmiento Junín – Argentinos Juniors 4:3 José R. Iglesias, Ricardo Gareca, Carlos A. López, Héctor A. Ortega - Pedro Magallanes, Carlos H. Salinas (2, 1k)                                                      |
| 2 sierpnia 1981 | San Lorenzo de Almagro – River Plate 2:1 Héctor Scotta, Rubén Insúa - Norberto Alonso mecz rozegrany został na stadionie klubu Ferro Carril Oeste                                                               |
| 2 sierpnia 1981 | Boca Juniors – Ferro Carril Oeste 1:0 Hugo Perotti |

### Kolejka 33
| Data            | Mecz |
| --------------- | --- |
| 9 sierpnia 1981 | Estudiantes La Plata – Sarmiento Junín 0:1 José R. Iglesias                                                                                          |
| 9 sierpnia 1981 | Ferro Carril Oeste – CA Huracán 3:3 Claudio Crocco, Julio C. Jiménez, Gerónimo Saccardi - Alberto A. Monzón (2), Jorge J. Gutiérrez                  |
| 9 sierpnia 1981 | Instituto Córdoba – Independiente 1:2 Juan J. Meza - Ricardo Bochini, Antonio Alzamendi mecz rozegrany został na stadionie Estadio Córdoba           |
| 9 sierpnia 1981 | Rosario Central – Boca Juniors 1:0 Jorge A. García                                                                                                   |
| 9 sierpnia 1981 | Racing Club de Avellaneda – Talleres Córdoba 2:0 Gabriel H. Calderón, Juan R. Carrasco mecz rozegrany został na stadionie klubu Atlanta Buenos Aires |
| 9 sierpnia 1981 | CA Vélez Sarsfield – San Lorenzo de Almagro 0:0 |
| 9 sierpnia 1981 | CA Colón – CA Platense 0:1 Eduardo Anzarda |
| 9 sierpnia 1981 | Argentinos Juniors – Unión Santa Fe 2:1 José L. Zuttión, Carlos H. Salinas - Eduardo Stehlik                                                         |
| 9 sierpnia 1981 | River Plate – Newell’s Old Boys 5:2 Mario Kempes (2), Norberto Alonso, Daniel Passarella (k), Emilio N. Commisso - Enzo Bulleri (k), Víctor Ramos    |

### Kolejka 34
| Data             | Mecz |
| ---------------- | --- |
| 14 sierpnia 1981 | Unión Santa Fe – Estudiantes La Plata 2:0 Leopoldo Luque (2, 1k) |
| 15 sierpnia 1981 | CA Huracán – Rosario Central 1:0 Clide H. Díaz |
| 15 sierpnia 1981 | CA Platense – Ferro Carril Oeste 0:3 Juan D. Rocchia (k), Roberto M. C. Gómez, Julio C. Jiménez mecz rozegrany został na stadionie klubu Atlanta Buenos Aires |
| 15 sierpnia 1981 | Sarmiento Junín – CA Colón 3:0 Héctor A. Ortega, Ricardo Gareca, Mario Finarolli |
| 15 sierpnia 1981 | San Lorenzo de Almagro – Argentinos Juniors 0:1 Carlos H. Salinas (k) według RSSSF mecz rozegrany został na stadionie klubu Ferro Carril Oeste |
| 15 sierpnia 1981 | Newell’s Old Boys – CA Vélez Sarsfield 3:1 Rolando R. Barrera, Rubén A. Fernández, Santiago Santamaría - José L. Lanao |
| 15 sierpnia 1981 | Talleres Córdoba – Instituto Córdoba 2:1 Humberto R. Bravo, Ángel Hoyos (k) - Hugo Tévez mecz rozegrany został na stadionie Estadio Córdoba |
| 15 sierpnia 1981 | Boca Juniors – Racing Club de Avellaneda 1:1 Widzowie: 33 123 Sędzia: Abel Gnecco Bramki: 1:0 Diego Maradona 41k, 1:1 Omar P. Roldán 88 Czerwone kartki: Perotti 5,Córdoba 13, Pasucci 89 / Olarticoechea 5, Juan Ramón Carrasco 16 Club Atlético Boca Juniors: Gatti – José María Suárez, Mouzo, Ruggeri, Córdoba – Jorge José Benítez, Pasucci, Brindisi – Escudero (45 Trobbiani), Diego Maradona, Perotti. Trener: Silvio Marzolini Racing Club de Avellaneda Vivalda – Olarticoechea, Van Tuyne, Leroyer, Osvaldo Alejandro Pérez – Barbas, Berta, Juan Ramón Carrasco – Calderón, Villarruel (45 Omar Pedro Roldán), Muńiz (54 Caldeiro). Trener: José Omar Pastoriza |
| 15 sierpnia 1981 | Independiente – River Plate 1:1 Alberto Brailovsky - Emilio N. Commisso |

### Końcowa tabela Metropolitano 1981
| Poz | Klub                      | Mecze | Zw | Rem | Por | Pkt | BrZd | BrStr |
| --- | ------------------------- | ----- | -- | --- | --- | --- | ---- | ----- |
| 1   | Boca Juniors              | 34    | 20 | 10  | 4   | 50  | 60   | 27    |
| 2   | Ferro Carril Oeste        | 34    | 18 | 13  | 3   | 49  | 50   | 20    |
| 3   | Newell’s Old Boys         | 34    | 14 | 11  | 9   | 39  | 58   | 44    |
| 4   | River Plate               | 34    | 14 | 11  | 9   | 39  | 62   | 50    |
| 5   | Racing Club de Avellaneda | 34    | 12 | 14  | 8   | 38  | 46   | 30    |
| 6   | Independiente             | 34    | 14 | 9   | 11  | 37  | 43   | 35    |
| 7   | Rosario Central           | 34    | 9  | 16  | 9   | 34  | 36   | 39    |
| 8   | CA Huracán                | 34    | 12 | 9   | 13  | 33  | 41   | 50    |
| 9   | Instituto Córdoba         | 34    | 13 | 6   | 15  | 32  | 56   | 54    |
| 10  | Unión Santa Fe            | 34    | 11 | 10  | 13  | 32  | 39   | 37    |
| 11  | CA Vélez Sarsfield        | 34    | 8  | 15  | 11  | 31  | 39   | 48    |
| 12  | CA Platense               | 34    | 10 | 11  | 13  | 31  | 39   | 49    |
| 13  | Estudiantes La Plata      | 34    | 11 | 8   | 15  | 30  | 35   | 43    |
| 14  | Sarmiento Junín           | 34    | 9  | 12  | 13  | 30  | 46   | 52    |
| 15  | Talleres Córdoba          | 34    | 10 | 9   | 15  | 29  | 36   | 45    |
| 16  | Argentinos Juniors        | 34    | 9  | 11  | 14  | 29  | 44   | 57    |
| 17  | San Lorenzo de Almagro    | 34    | 9  | 10  | 15  | 28  | 31   | 48    |
| 18  | CA Colón                  | 34    | 6  | 9   | 19  | 21  | 26   | 59    |

Mistrz Campeonato Metropolitano 1981 Boca Juniors zapewnił sobie udział w Copa Libertadores 1982. Z ligi spadły dwa ostatnie w tabeli kluby San Lorenzo de Almagro i CA Colón.

### Klasyfikacja strzelców bramek Metropolitano 1981
| Gole | Piłkarz         | Klub                      |
| ---- | --------------- | ------------------------- |
| 20   | Raúl Chaparro   | Instituto Córdoba         |
| 18   | Juan Carrasco   | Racing Club de Avellaneda |
| 17   | Diego Maradona  | Boca Juniors              |
| 16   | Miguel Brindisi | Boca Juniors              |
| 16   | José Iglesias   | Sarmiento Junín           |

## Campeonato Nacional 1981
W Campeonato Nacional wzięło udział 28 klubów – 17 klubów biorących udział w mistrzostwach Metropolitano oraz 11 klubów z prowincji. Prowincjonalna jedenastka została wyłoniona podczas rozgrywek klasyfikacyjnych klubów które wygrały swoje ligi prowincjonalne w roku 1980. W sezonie 1981 w mistrzostwach Nacional wzięły udział następujące kluby z regionu stołecznego (Metropolitano): Argentinos Juniors, Boca Juniors, Estudiantes La Plata, Ferro Carril Oeste, CA Huracán,
Independiente, Instituto Córdoba, Newell’s Old Boys, CA Platense, Racing Club de Avellaneda, Rosario Central, River Plate, San Lorenzo de Almagro, Sarmiento Junín, Talleres Córdoba, Unión Santa Fe, CA Vélez Sarsfield.
Do pierwszej ligi mistrzostw Nacional w sezonie 1981 zakwalifikowały się następujące kluby z prowincji: Atlético Tucumán, Belgrano Córdoba, Gimnasia y Esgrima Jujuy, Gimnasia y Esgrima Mendoza, Gimnasia y Tiro Salta, Guaraní Antonio Franco Posadas, Huracán San Rafael, Loma Negra Olavarría, Racing Córdoba, San Lorenzo Mar del Plata, San Martín Tucumán.
W fazie grupowej 28 uczestników podzielono na 4 grupy po 7 klubów. Ponieważ liczba klubów w każdej grupie była nieparzysta, więc zawsze któryś z klubów musiałby pauzować. By tego uniknąć, w każdej z kolejek "wolne kluby" z grup A, B, C i D grały ze sobą według schematu: "wolny klub" z grupy A z "wolnym klubem" z grupy C oraz "wolny klub" z grupy B z "wolnym klubem" z grupy D.

### Kolejka 1
Grupa A
| Data             | Mecz |
| ---------------- | --- |
| 13 września 1981 | CA Huracán – Gimnasia y Esgrima Mendoza 1:0 Alberto A. Monzón |
| 13 września 1981 | Gimnasia y Esgrima Jujuy – Belgrano Córdoba 1:2 Orestes Quiroga - José O. Reinaldi, Julio C. Bulacio s według RSSSF mecz rozegrany został na stadionie Estadio 23 de Agosto |
| 13 września 1981 | Rosario Central – Argentinos Juniors 2:2 Víctor Marchetti, José L. Gaitán - Miguel A. Bordón, Jorge A. Sanabria                                                             |

Grupa B
| Data             | Mecz |
| ---------------- | --- |
| 13 września 1981 | Loma Negra Olavarría – Ferro Carril Oeste 1:0 Armando Husillos mecz rozegrany został na stadionie klubu Racing Club de Avellaneda |
| 13 września 1981 | Sarmiento Junín – Talleres Córdoba 0:0                                                                                            |
| 15 września 1981 | Guaraní Antonio Franco Posadas – River Plate 2:2 Oscar A. Palavecino, Pablo R. Ortiz - Américo Gallego, Mario Kempes              |

Grupa C
| Data             | Mecz |
| ---------------- | --- |
| 13 września 1981 | Racing Córdoba – Gimnasia y Tiro Salta 4:2 Luis A. Amuchástegui (3), Miguel A. Ballejo (k) - Juan C. Chaile, Omar Mehmed |
| 13 września 1981 | Huracán San Rafael – CA Vélez Sarsfield 1:2 Jorge R. Pereyra - Carlos Bianchi, Dante A. Sanabria                         |
| 13 września 1981 | CA Platense – Newell’s Old Boys 1:0 Eduardo E. Oviedo                                                                    |

Grupa D
| Data             | Mecz |
| ---------------- | --- |
| 13 września 1981 | Boca Juniors – Unión Santa Fe 1:0 Carlos H. Córdoba                                                                                                 |
| 13 września 1981 | Instituto Córdoba – Estudiantes La Plata 2:0 Hugo Tévez, Rodolfo C. Rodríguez                                                                       |
| 13 września 1981 | San Lorenzo de Almagro – San Lorenzo Mar del Plata 2:0 Walter Perazzo, Jorge R. Rinaldi mecz rozegrany został na stadionie klubu Ferro Carril Oeste |

Mecze międzygrupowe A-C, B-D
| Data             | Mecz                                                     |
| ---------------- | -------------------------------------------------------- |
| 13 września 1981 | Independiente – Racing Club de Avellaneda 0:0            |
| 14 września 1981 | Atlético Tucumán – San Martín Tucumán 1:0 Víctor Larrosa |

### Kolejka 2
Grupa A
| Data             | Mecz |
| ---------------- | --- |
| 20 września 1981 | Belgrano Córdoba – Rosario Central 0:0 |
| 20 września 1981 | Argentinos Juniors – CA Huracán 3:2 Eduardo O. Rotondi, Carlos A. Carrizo, Gustavo C. Carrizo - Alberto A. Monzón, Carlos Babington                                                                                               |
| 20 września 1981 | Gimnasia y Esgrima Mendoza – Racing Club de Avellaneda 3:4 Eduardo M. Méndez, Guillermo A. Herrera, Mario H. Videla - Manuel Magán (3), Osvaldo A. Pérez mecz rozegrany został na stadionie klubu Independiente Rivadavia Mendoza |

Grupa B
| Data             | Mecz |
| ---------------- | --- |
| 20 września 1981 | Ferro Carril Oeste – Sarmiento Junín 1:0 Héctor Cúper                                                               |
| 20 września 1981 | Talleres Córdoba – Guaraní Antonio Franco Posadas 1:0 Miguel A. Oviedo                                              |
| 20 września 1981 | River Plate – San Martín Tucumán 3:2 Mario Kempes, Enzo Bulleri, Ramón A. Díaz - Roque R. Martínez, Juan C. Torales |

Grupa C
| Data             | Mecz |
| ---------------- | --- |
| 20 września 1981 | Newell’s Old Boys – Racing Córdoba 2:2 Rolando R. Barrera, Víctor R. Ramos - Miguel A. Ballejo, Luis A. Amuchástegui |
| 20 września 1981 | CA Vélez Sarsfield – CA Platense 1:0 Carlos Bianchi                                                                  |
| 20 września 1981 | Independiente – Huracán San Rafael 4:0 Ricardo Bochini, Antonio Alzamendi, Ricardo Giusti, Alberto Brailovsky        |

Grupa D
| Data             | Mecz                                                                                |
| ---------------- | ----------------------------------------------------------------------------------- |
| 20 września 1981 | Estudiantes La Plata – San Lorenzo de Almagro 2:0 Patricio Hernández, Hugo Gottardi |
| 20 września 1981 | Unión Santa Fe – Instituto Córdoba 1:1 Mario Alberto - Raúl Chaparro                |
| 20 września 1981 | Atlético Tucumán – Boca Juniors 1:0 Victorio Larrosa                                |

Mecze międzygrupowe A-C, B-D
| Data             | Mecz |
| ---------------- | --- |
| 20 września 1981 | Gimnasia y Esgrima Jujuy – Gimnasia y Tiro Salta 1:0 Julio C. Bulacio (k) według RSSSF mecz rozegrany został na stadionie Estadio La Tablada |
| 20 września 1981 | Loma Negra Olavarría – San Lorenzo Mar del Plata 1:0 José R. Scalise mecz rozegrany został na stadionie klubu Racing                         |

### Kolejka 3
Grupa A
| Data             | Mecz |
| ---------------- | --- |
| 27 września 1981 | Racing Club de Avellaneda – Argentinos Juniors 1:1 Hugo Villarruel - Sergio D. Batista mecz rozegrany został na stadionie klubu Independiente |
| 27 września 1981 | CA Huracán – Belgrano Córdoba 1:0 Juan J. Irigoyen                                                                                            |
| 27 września 1981 | Rosario Central – Gimnasia y Esgrima Jujuy 3:0 José L. Gaitán, Víctor Marchetti, Pedro R. Magallanes                                          |

Grupa B
| Data             | Mecz |
| ---------------- | --- |
| 26 września 1981 | Guaraní Antonio Franco Posadas – Ferro Carril Oeste 1:2 Pablo R. Ortiz - Juan D. Rocchia (2, 2k)                      |
| 26 września 1981 | San Martín Tucumán – Talleres Córdoba 1:1 Roque R. Martínez - Luis A. Rondeau                                         |
| 27 września 1981 | Sarmiento Junín – Loma Negra Olavarría 1:3 Horacio Cordero (k) - Jorge C. Pellegrini, Armando M. Husillos, Félix Orte |

Grupa C
| Data             | Mecz |
| ---------------- | --- |
| 25 września 1981 | CA Platense – Independiente 1:3 Oscar López Turitich - Gabriel Calderón, Ricardo Giusti, Alejandro Barberón według RSSSF mecz rozegrany został na stadionie klubu Atlanta Buenos Aires |
| 26 września 1981 | Racing Córdoba – CA Vélez Sarsfield 4:1 Roberto Gasparini (2, 1k), Ángel Feliú, Luis A. Amuchástegui - Carlos Bianchi                                                                  |
| 26 września 1981 | Gimnasia y Tiro Salta – Newell’s Old Boys 0:1 Santiago Santamaría |

Grupa D
| Data             | Mecz |
| ---------------- | --- |
| 26 września 1981 | Instituto Córdoba – Atlético Tucumán 4:0 Raúl Chaparro, Rodolfo C. Rodríguez (2), Juan J. Meza                                                                                     |
| 27 września 1981 | San Lorenzo de Almagro – Unión Santa Fe 3:1 Rubén D. Insúa (2, 1k), Víctor L. Martínez - Pierino Lattuada mecz rozegrany został na stadionie klubu Ferro Carril Oeste              |
| 27 września 1981 | San Lorenzo Mar del Plata – Estudiantes La Plata 1:3 Néstor Di Luca - Hugo Gottardi, Christian Guaita, Patricio Hernández mecz rozegrany został na stadionie Estadio Mar del Plata |

Mecze międzygrupowe A-C, B-D
| Data             | Mecz |
| ---------------- | --- |
| 27 września 1981 | Boca Juniors – River Plate 2:3 Diego Maradona, Ricardo Gareca - Mario Kempes, Daniel Passarella (k), Jorge A. García |
| 27 września 1981 | Huracán San Rafael – Gimnasia y Esgrima Mendoza 1:1 Víctor Nicollier - José F. Vicino                                |

### Kolejka 4
Grupa A
| Data             | Mecz |
| ---------------- | --- |
| 30 września 1981 | Gimnasia y Esgrima Jujuy – CA Huracán 3:3 Carlos M. Sosa (2), Julio C. Bulacio - Carlos Babington (2), René Houseman według RSSSF mecz rozegrany został na stadionie Estadio 23 de Agosto |
| 30 września 1981 | Belgrano Córdoba – Racing Club de Avellaneda 0:0 |
| 30 września 1981 | Argentinos Juniors – Gimnasia y Esgrima Mendoza 1:1 Omar J. Alí - Raúl Zolorza mecz rozegrany został na stadionie klubu Atlanta Buenos Aires                                              |

Grupa B
| Data             | Mecz |
| ---------------- | --- |
| 30 września 1981 | Talleres Córdoba – River Plate 0:0 mecz rozegrany został na stadionie Estadio Córdoba                                        |
| 30 września 1981 | Ferro Carril Oeste – San Martín Tucumán 4:2 Miguel A. Juárez (3), Juan D. Rocchia - Juan C. Torales, Roque R. Martínez       |
| 30 września 1981 | Loma Negra Olavarría – Guaraní Antonio Franco Posadas 0:0 mecz rozegrany został na stadionie klubu Racing Club de Avellaneda |

Grupa C
| Data             | Mecz                                                                                     |
| ---------------- | ---------------------------------------------------------------------------------------- |
| 30 września 1981 | Huracán San Rafael – CA Platense 1:1 Walter Llentillín - Alberto J. Gómez                |
| 30 września 1981 | Independiente – Racing Córdoba 0:1 Luis A. Amuchástegui                                  |
| 30 września 1981 | CA Vélez Sarsfield – Gimnasia y Tiro Salta 5:0 Pedro Larraquy (4, 2k), Dante A. Sanabria |

Grupa D
| Data             | Mecz                                                                                  |
| ---------------- | ------------------------------------------------------------------------------------- |
| 30 września 1981 | Unión Santa Fe – San Lorenzo Mar del Plata 3:0 Osvaldo Morandini (2), Eduardo Stehlik |
| 30 września 1981 | Atlético Tucumán – San Lorenzo de Almagro 0:0                                         |
| 30 września 1981 | Boca Juniors – Instituto Córdoba 0:1 Juan J. Meza                                     |

Mecze międzygrupowe A-C, B-D
| Data             | Mecz                                                                                        |
| ---------------- | ------------------------------------------------------------------------------------------- |
| 30 września 1981 | Rosario Central – Newell’s Old Boys 3:1 Edgardo Bauza (2), José R. Iglesias - José L. Petti |
| 30 września 1981 | Sarmiento Junín – Estudiantes La Plata 0:0                                                  |

### Kolejka 5
Grupa A
| Data                | Mecz |
| ------------------- | --- |
| 4 października 1981 | Racing Club de Avellaneda – Gimnasia y Esgrima Jujuy 4:2 Juan R. Carrasco (2), Carlos Randazzo, Juan Barbas - Norberto Rosetti, Orestes Quiroga mecz rozegrany został na stadionie klubu Independiente |
| 4 października 1981 | Gimnasia y Esgrima Mendoza – Belgrano Córdoba 0:0 mecz rozegrany został na stadionie klubu Independiente Rivadavia Mendoza                                                                             |
| 4 października 1981 | CA Huracán – Rosario Central 0:0 |

Grupa B
| Data                | Mecz                                                                                   |
| ------------------- | -------------------------------------------------------------------------------------- |
| 4 października 1981 | River Plate – Ferro Carril Oeste 0:1 Miguel A. Juárez                                  |
| 4 października 1981 | San Martín Tucumán – Loma Negra Olavarría 0:1 Armando M. Husillos                      |
| 4 października 1981 | Guaraní Antonio Franco Posadas – Sarmiento Junín 1:2 Daniel Cano - Mario Finarolli (2) |

Grupa C
| Data                | Mecz                                                                                           |
| ------------------- | ---------------------------------------------------------------------------------------------- |
| 3 października 1981 | Racing Córdoba – Huracán San Rafael 1:0 Roberto Gasparini                                      |
| 4 października 1981 | Newell’s Old Boys – CA Vélez Sarsfield 1:2 Víctor R. Ramos - Dante A. Sanabria, Carlos Bianchi |
| 4 października 1981 | Gimnasia y Tiro Salta – Independiente 0:2 Enzo Trossero (2)                                    |

Grupa D
| Data                | Mecz |
| ------------------- | --- |
| 4 października 1981 | San Lorenzo Mar del Plata – Atlético Tucumán 1:0 Rubén H. Carrá mecz rozegrany został na stadionie Estadio Mar del Plata |
| 4 października 1981 | Estudiantes La Plata – Unión Santa Fe 2:2 Christian Guaita, Hugo Gottardi - Mario Alberto, Osvaldo Morandini             |
| 4 października 1981 | San Lorenzo de Almagro – Boca Juniors 0:0 mecz rozegrany został na stadionie klubu Ferro Carril Oeste                    |

Mecze międzygrupowe A-C, B-D
| Data                | Mecz                                                          |
| ------------------- | ------------------------------------------------------------- |
| 4 października 1981 | Instituto Córdoba – Talleres Córdoba 1:0 Rodolfo C. Rodríguez |
| 4 października 1981 | CA Platense – Argentinos Juniors 0:0                          |

### Kolejka 6
Grupa A
| Data                 | Mecz |
| -------------------- | --- |
| 11 października 1981 | Gimnasia y Esgrima Jujuy – Gimnasia y Esgrima Mendoza 1:0 Carlos M. Sosa według RSSSF mecz rozegrany został na stadionie klubu Estadio 23 de Agosto |
| 11 października 1981 | Belgrano Córdoba – Argentinos Juniors 2:0 Rubén Miño, Omar Da Fonseca mecz rozegrany został na stadionie Estadio Córdoba                            |
| 11 października 1981 | Rosario Central – Racing Club de Avellaneda 1:0 Edgardo Bauza (k)                                                                                   |

Grupa B
| Data                 | Mecz |
| -------------------- | --- |
| 11 października 1981 | Ferro Carril Oeste – Talleres Córdoba 1:0 Miguel A. Juárez                                                |
| 11 października 1981 | Loma Negra Olavarría – River Plate 0:0 mecz rozegrany został na stadionie klubu Racing Club de Avellaneda |
| 11 października 1981 | Sarmiento Junín – San Martín Tucumán 2:0 Horacio Cordero (k), Mario Finarolli                             |

Grupa C
| Data                 | Mecz |
| -------------------- | --- |
| 11 października 1981 | CA Platense – Racing Córdoba 0:0                                                                                        |
| 11 października 1981 | Huracán San Rafael – Gimnasia y Tiro Salta 3:1 Enrique Brandán, Walter Llentillín, Víctor Nicollier - Carlos A. Álvarez |
| 11 października 1981 | Independiente – Newell’s Old Boys 3:0 Enzo Trossero (k), Gabriel Calderón, Ricardo Giusti                               |

Grupa D
| Data                 | Mecz |
| -------------------- | --- |
| 11 października 1981 | Atlético Tucumán – Estudiantes La Plata 1:0 Miguel Amatti                                                               |
| 11 października 1981 | Instituto Córdoba – San Lorenzo de Almagro 0:0 mecz przerwany w 89 minucie – walkower 0:1 dla San Lorenzo de Almagro    |
| 11 października 1981 | Boca Juniors – San Lorenzo Mar del Plata 7:1 Diego Maradona (2), Miguel Brindisi (2), Ricardo Gareca (3) - Carlos Miori |

Mecze międzygrupowe A-C, B-D
| Data                 | Mecz                                                            |
| -------------------- | --------------------------------------------------------------- |
| 10 października 1981 | Guaraní Antonio Franco Posadas – Unión Santa Fe 1:0 Daniel Cano |
| 11 października 1981 | CA Huracán – CA Vélez Sarsfield 0:1 Pedro Larraquy              |

### Kolejka 7
Grupa A
| Data                 | Mecz |
| -------------------- | --- |
| 14 października 1981 | Argentinos Juniors – Gimnasia y Esgrima Jujuy 1:1 Pedro P. Pasculli - Carlos M. Sosa mecz rozegrany został na stadionie klubu Atlanta Buenos Aires                                                    |
| 14 października 1981 | Gimnasia y Esgrima Mendoza – Rosario Central 3:2 Antonio Mazza, Mario H. Videla (2) - Edgardo Bauza (k), Pedro R. Magallanes mecz rozegrany został na stadionie klubu Independiente Rivadavia Mendoza |
| 14 października 1981 | Racing Club de Avellaneda – CA Huracán 0:1 Lorenzo O. Ojeda mecz rozegrany został na stadionie klubu Independiente                                                                                    |

Grupa B
| Data                 | Mecz |
| -------------------- | --- |
| 14 października 1981 | Talleres Córdoba – Loma Negra Olavarría 1:2 Miguel A. Oviedo (k) - Armando M. Husillos, Félix Orte mecz rozegrany został na stadionie Estadio Córdoba |
| 14 października 1981 | River Plate – Sarmiento Junín 2:1 Daniel Passarella (k), Ramón A. Díaz - Mario Finarolli                                                              |
| 14 października 1981 | San Martín Tucumán – Guaraní Antonio Franco Posadas 2:2 Juan C. Torales, Luis E. Ignacio - Hugo Barrionuevo s, Daniel Cano                            |

Grupa C
| Data                 | Mecz |
| -------------------- | --- |
| 14 października 1981 | Gimnasia y Tiro Salta – CA Platense 0:0                                                                                               |
| 14 października 1981 | Newell’s Old Boys – Huracán San Rafael 7:2 Rubén A. Fernández (3), Rolando R. Barrera (2), Víctor R. Ramos (2) - Víctor Nicollier (2) |
| 14 października 1981 | CA Vélez Sarsfield – Independiente 1:2 Carlos Bianchi - Gabriel Calderón, Alberto Brailovsky                                          |

Grupa D
| Data                 | Mecz |
| -------------------- | --- |
| 14 października 1981 | San Lorenzo Mar del Plata – Instituto Córdoba 1:4 Rubén H. Carrá - Rodolfo C. Rodríguez, Juan J. Meza, Raúl Chaparro (2) mecz rozegrany został na stadionie Estadio Mar del Plata |
| 14 października 1981 | Estudiantes La Plata – Boca Juniors 1:3 Patricio Hernández - Diego Maradona, Ricardo Gareca, Miguel Brindisi                                                                      |
| 14 października 1981 | Unión Santa Fe – Atlético Tucumán 0:0 |

Mecze międzygrupowe A-C, B-D
| Data                 | Mecz |
| -------------------- | --- |
| 14 października 1981 | Racing Córdoba – Belgrano Córdoba 0:1 Rubén Miño mecz rozegrany został na stadionie klubu Instituto                                             |
| 14 października 1981 | San Lorenzo de Almagro – Ferro Carril Oeste 1:1 Eduardo E. Delgado - Claudio Crocco mecz rozegrany został na stadionie klubu Ferro Carril Oeste |

### Kolejka 8
Grupa A
| Data                 | Mecz |
| -------------------- | --- |
| 18 października 1981 | Gimnasia y Esgrima Mendoza – CA Huracán 1:1 Eduardo M. Méndez - Alberto A. Monzón mecz rozegrany został na stadionie klubu Independiente Rivadavia Mendoza |
| 18 października 1981 | Argentinos Juniors – Rosario Central 2:0 Silvano Espíndola, Pedro P. Pasculli                                                                              |
| 18 października 1981 | Belgrano Córdoba – Gimnasia y Esgrima Jujuy 2:0 Mario R. Carballo, Dardo Puchetta mecz rozegrany został na stadionie klubu Instituto Córdoba               |

Grupa B
| Data                 | Mecz |
| -------------------- | --- |
| 18 października 1981 | Talleres Córdoba – Sarmiento Junín 2:0 Héctor R. Sosa, Néstor Lucco mecz rozegrany został na stadionie Estadio Córdoba       |
| 18 października 1981 | River Plate – Guaraní Antonio Franco Posadas 4:0 Enzo Bulleri, Daniel Passarella (2, 1k), Mario Kempes                       |
| 18 października 1981 | Ferro Carril Oeste – Loma Negra Olavarría 4:1 Gerónimo Saccardi, Héctor Cúper, Luis Andreuchi, Julio C. Jiménez - Félix Orte |

Grupa C
| Data                 | Mecz                                                                                           |
| -------------------- | ---------------------------------------------------------------------------------------------- |
| 18 października 1981 | Newell’s Old Boys – CA Platense 1:1 Rolando R. Barrera - Eduardo E. Oviedo                     |
| 18 października 1981 | Gimnasia y Tiro Salta – Racing Córdoba 2:1 Juan C. Chaile (2) - Oscar A. López                 |
| 18 października 1981 | CA Vélez Sarsfield – Huracán San Rafael 5:0 Jorge Comas (2), Carlos Bianchi (2), Carlos Ischia |

Grupa D
| Data                 | Mecz |
| -------------------- | --- |
| 18 października 1981 | Estudiantes La Plata – Instituto Córdoba 2:0 Patricio Hernández, Hugo Gottardi |
| 18 października 1981 | San Lorenzo Mar del Plata – San Lorenzo de Almagro 3:2 Néstor Di Luca, Osvaldo Dorado, Abel Alves - Néstor Hernandorena s, Rubén Insúa mecz rozegrany został na stadionie Estadio Mar del Plata |
| 18 października 1981 | Unión Santa Fe – Boca Juniors 0:1 Ariel Krasouski |

Mecze międzygrupowe A-C, B-D
| Data                 | Mecz |
| -------------------- | --- |
| 18 października 1981 | Racing Club de Avellaneda – Independiente 1:2 Manuel Magán - Gabriel H. Calderón (2) mecz rozegrany został na stadionie klubu Boca Juniors |
| 18 października 1981 | San Martín Tucumán – Atlético Tucumán 2:0 Roque R. Martínez, Eusebio J. Roldán                                                             |

### Kolejka 9
Grupa A
| Data                 | Mecz |
| -------------------- | --- |
| 25 października 1981 | Racing Club de Avellaneda – Gimnasia y Esgrima Mendoza 0:0 mecz rozegrany został na stadionie klubu Independiente                                        |
| 25 października 1981 | Rosario Central – Belgrano Córdoba 5:3 Víctor Marchetti (2), Pedro R. Magallanes, José R. Iglesias, Edgardo Bauza - José O. Reinaldi, Carlos Echarri (2) |
| 25 października 1981 | CA Huracán – Argentinos Juniors 1:1 Víctor Longo - Oscar Lucero                                                                                          |

Grupa B
| Data                 | Mecz |
| -------------------- | --- |
| 25 października 1981 | Sarmiento Junín – Ferro Carril Oeste 1:0 Mario Finarolli                                                                                          |
| 25 października 1981 | Guaraní Antonio Franco Posadas – Talleres Córdoba 3:2 José E. Villarreal, Rubén C. Noguera, Pablo R. Ortiz - Héctor R. Sosa, Eduardo R. Astudillo |
| 25 października 1981 | San Martín Tucumán – River Plate 0:2 José M. Vieta, Ramón A. Díaz                                                                                 |

Grupa C
| Data                 | Mecz |
| -------------------- | --- |
| 25 października 1981 | Racing Córdoba – Newell’s Old Boys 4:1 Roberto Corró, Juan A. Torletti, Oscar A. López, Luis A. Amuchástegui - Santiago Santamaría |
| 25 października 1981 | Huracán San Rafael – Independiente 2:2 Hugo Olmos, Víctor Nicollier - Rodolfo Zimmermann, Alberto Brailovsky (k)                   |
| 25 października 1981 | CA Platense – CA Vélez Sarsfield 1:0 Raúl Grimoldi                                                                                 |

Grupa D
| Data                 | Mecz |
| -------------------- | --- |
| 25 października 1981 | Instituto Córdoba – Unión Santa Fe 1:1 Salvador Mastrosimone - Pablo Cárdenas mecz rozegrany został na stadionie Estadio Córdoba |
| 25 października 1981 | San Lorenzo de Almagro – Estudiantes La Plata 0:0 mecz rozegrany został na stadionie klubu Ferro Carril Oeste                    |
| 25 października 1981 | Boca Juniors – Atlético Tucumán 2:1 Diego Maradona, Ricardo Gareca - José M. Suárez s                                            |

Mecze międzygrupowe A-C, B-D
| Data                 | Mecz |
| -------------------- | --- |
| 25 października 1981 | Gimnasia y Tiro Salta – Gimnasia y Esgrima Jujuy 0:0 |
| 25 października 1981 | San Lorenzo Mar del Plata – Loma Negra Olavarría 3:1 Jorge C. Pellegrini s, Oscar Delarroca, Carlos A. Martínez - Osvaldo Mazo (k) mecz rozegrany został na stadionie Estadio Mar del Plata |

### Kolejka 10
Grupa A
| Data                 | Mecz |
| -------------------- | --- |
| 30 października 1981 | Belgrano Córdoba – CA Huracán 2:1 Rubén Miño (2) - Clide H. Díaz mecz rozegrany został na stadionie Estadio Córdoba                         |
| 1 listopada 1981     | Argentinos Juniors – Racing Club de Avellaneda 0:0 mecz rozegrany został na stadionie klubu Atlanta Buenos Aires                            |
| 1 listopada 1981     | Gimnasia y Esgrima Jujuy – Rosario Central 3:0 Carlos M. Sosa, Julio C. Bulacio (2) mecz rozegrany został na stadionie Estadio 23 de Agosto |

Grupa B
| Data             | Mecz |
| ---------------- | --- |
| 1 listopada 1981 | Ferro Carril Oeste – Guaraní Antonio Franco Posadas 3:2 Juan D. Rocchia (k), Adolfino Cañete, Miguel A. Juárez - Daniel Cano, José E. Villarreal                     |
| 1 listopada 1981 | Loma Negra Olavarría – Sarmiento Junín 3:0 Ricardo Lazbal, Néstor J. Scalise, Armando M. Husillos mecz rozegrany został na stadionie klubu Racing Club de Avellaneda |
| 1 listopada 1981 | Talleres Córdoba – San Martín Tucumán 1:1 Jorge Bianco - Luis E. Ignacio mecz rozegrany został na stadionie Estadio Córdoba                                          |

Grupa C
| Data             | Mecz                                                                                   |
| ---------------- | -------------------------------------------------------------------------------------- |
| 1 listopada 1981 | Independiente – CA Platense 3:0 Ricardo Bochini, Enzo Trossero (2)                     |
| 1 listopada 1981 | CA Vélez Sarsfield – Racing Córdoba 3:0 Carlos Bianchi (2), Pedro Larraquy (k)         |
| 1 listopada 1981 | Newell’s Old Boys – Gimnasia y Tiro Salta 3:1 Santiago Santamaría (3) - Eduardo Cortés |

Grupa D
| Data             | Mecz                                                                                    |
| ---------------- | --------------------------------------------------------------------------------------- |
| 1 listopada 1981 | Unión Santa Fe – San Lorenzo de Almagro 0:0                                             |
| 1 listopada 1981 | Atlético Tucumán – Instituto Córdoba 2:0 José G. Galván (k), Adolfo Mecca               |
| 1 listopada 1981 | Estudiantes La Plata – San Lorenzo Mar del Plata 1:1 Adriano C. Mendes - Dardo Urchevik |

Mecze międzygrupowe A-C, B-D
| Data             | Mecz |
| ---------------- | --- |
| 1 listopada 1981 | Gimnasia y Esgrima Mendoza – Huracán San Rafael 1:0 Eduardo Méndez mecz rozegrany został na stadionie klubu Independiente Rivadavia |
| 1 listopada 1981 | River Plate – Boca Juniors 2:2 Juan J. López, José M. Vieta - Diego Maradona (2, 1k)                                                |

### Kolejka 11
Grupa A
| Data             | Mecz |
| ---------------- | --- |
| 8 listopada 1981 | CA Huracán – Gimnasia y Esgrima Jujuy 0:2 Julio C. Bulacio (k), Oreste Quiroga                                                                                    |
| 8 listopada 1981 | Racing Club de Avellaneda – Belgrano Córdoba 1:1 Juan R. Carrasco - Rubén Miño mecz rozegrany został na stadionie klubu Independiente                             |
| 8 listopada 1981 | Gimnasia y Esgrima Mendoza – Argentinos Juniors 2:0 Mario H. Videla, Antonio R. Alderete mecz rozegrany został na stadionie klubu Independiente Rivadavia Mendoza |

Grupa B
| Data             | Mecz |
| ---------------- | --- |
| 8 listopada 1981 | Guaraní Antonio Franco Posadas – Loma Negra Olavarría 1:1 José E. Villarreal - Jorge A. Vázquez                 |
| 8 listopada 1981 | San Martín Tucumán – Ferro Carril Oeste 0:2 Julio C. Jiménez, Carlos A. Arregui                                 |
| 8 listopada 1981 | River Plate – Talleres Córdoba 5:0 Jorge J. Olarticoechea, Juan J. López (2), Emilio N. Commisso, Ramón A. Díaz |

Grupa C
| Data             | Mecz |
| ---------------- | --- |
| 8 listopada 1981 | Gimnasia y Tiro Salta – CA Vélez Sarsfield 0:0                                                                                             |
| 8 listopada 1981 | Racing Córdoba – Independiente 2:1 Luis A. Amuchástegui (2) - Antonio Alzamendi mecz rozegrany został na stadionie klubu Instituto Córdoba |
| 8 listopada 1981 | CA Platense – Huracán San Rafael 2:1 Raúl Grimoldi, Osvaldo Cortés (k) - Lafuente                                                          |

Grupa D
| Data             | Mecz |
| ---------------- | --- |
| 8 listopada 1981 | San Lorenzo Mar del Plata – Unión Santa Fe 1:1 Roberto M. Espósito - Félix Nieto mecz rozegrany został na stadionie Estadio Mar del Plata                                          |
| 8 listopada 1981 | San Lorenzo de Almagro – Atlético Tucumán 3:1 José V. Stagliano, Osvaldo Rinaldi, Rubén Insúa (k) - José G. Galván (k) mecz rozegrany został na stadionie klubu Ferro Carril Oeste |
| 8 listopada 1981 | Instituto Córdoba – Boca Juniors 1:4 Rodolfo C. Rodríguez - Diego Maradona (3, 1k), Jorge J. Benítez mecz rozegrany został na stadionie Estadio Córdoba                            |

Mecze międzygrupowe A-C, B-D
| Data             | Mecz                                                                                |
| ---------------- | ----------------------------------------------------------------------------------- |
| 8 listopada 1981 | Estudiantes La Plata – Sarmiento Junín 1:1 Hugo Gottardi - Claudio Otermín          |
| 8 listopada 1981 | Newell’s Old Boys – Rosario Central 1:1 Santiago Santamaría (k) - Edgardo Bauza (k) |

### Kolejka 12
Grupa A
| Data              | Mecz |
| ----------------- | --- |
| 13 listopada 1981 | Rosario Central – CA Huracán 6:4 Omar Palma (4, 2k), Héctor Chazarreta, José R. Iglesias - Carlos Babington (k), Claudio García, Julio Apariente, Héctor Chazarreta s |
| 15 listopada 1981 | Belgrano Córdoba – Gimnasia y Esgrima Mendoza 1:2 Rubén Miño - Fernando Moreschini, Eduardo M. Méndez                                                                 |
| 15 listopada 1981 | Gimnasia y Esgrima Jujuy – Racing Club de Avellaneda 2:0 Néstor Orellana, Julio C. Bulacio mecz rozegrany został na stadionie Estadio 23 de Agosto                    |

Grupa B
| Data              | Mecz |
| ----------------- | --- |
| 15 listopada 1981 | Ferro Carril Oeste – River Plate 2:1 Adolfino Cañete, Alberto Márcico - Mario Kempes                                                 |
| 15 listopada 1981 | Loma Negra Olavarría – San Martín Tucumán 1:0 Jorge C. Pellegrini mecz rozegrany został na stadionie klubu Racing Club de Avellaneda |
| 15 listopada 1981 | Sarmiento Junín – Guaraní Antonio Franco Posadas 0:1 Ramón García Paredes                                                            |

Grupa C
| Data              | Mecz |
| ----------------- | --- |
| 13 listopada 1981 | Independiente – Gimnasia y Tiro Salta 4:1 Antonio Alzamendi, Ricardo Bochini, Carlos H. Salinas, Enzo Trossero (k) - Carlos A. Álvarez |
| 15 listopada 1981 | Huracán San Rafael – Racing Córdoba 1:1 Walter Llentillín - Roberto Corró                                                              |
| 15 listopada 1981 | CA Vélez Sarsfield – Newell’s Old Boys 4:1 Carlos Bianchi (3), José A. Castro - Víctor R. Ramos                                        |

Grupa D
| Data              | Mecz |
| ----------------- | --- |
| 15 listopada 1981 | Boca Juniors – San Lorenzo de Almagro 3:0 Ricardo Gareca, Diego Maradona, Osvaldo Escudero                                  |
| 15 listopada 1981 | Atlético Tucumán – San Lorenzo Mar del Plata 3:1 Dardo Urchevik s, Carlos A. Centurión, Jorge Peremateu s - Carlos Martínez |
| 15 listopada 1981 | Unión Santa Fe – Estudiantes La Plata 0:1 Patricio Hernández                                                                |

Mecze międzygrupowe A-C, B-D
| Data              | Mecz |
| ----------------- | --- |
| 15 listopada 1981 | Argentinos Juniors – CA Platense 1:0 Eduardo O. Rotondi                                                                                         |
| 15 listopada 1981 | Talleres Córdoba – Instituto Córdoba 1:2 Humberto R. Bravo - Víctor H. Heredia, Juan J. Meza mecz rozegrany został na stadionie Estadio Córdoba |

### Kolejka 13
Grupa A
| Data              | Mecz |
| ----------------- | --- |
| 22 listopada 1981 | Racing Club de Avellaneda – Rosario Central 0:5 Víctor Marchetti (3), Pedro R. Magallanes, Héctor Chazarreta mecz rozegrany został na stadionie klubu Independiente |
| 22 listopada 1981 | Gimnasia y Esgrima Mendoza – Gimnasia y Esgrima Jujuy 0:0 według RSSSF mecz rozegrany został na stadionie klubu Independiente Rivadavia Mendoza                     |
| 22 listopada 1981 | Argentinos Juniors – Belgrano Córdoba 2:0 Christian Angeletti (k), Silvano Espíndola                                                                                |

Grupa B
| Data              | Mecz |
| ----------------- | --- |
| 20 listopada 1981 | San Martín Tucumán – Sarmiento Junín 4:2 Alberto Urquiza, Juan G. Paz, Luis E. Ignacio (2, 1k) - Horacio Cordero (k), Sergio A. Robles |
| 22 listopada 1981 | River Plate – Loma Negra Olavarría 0:0                                                                                                 |
| 22 listopada 1981 | Talleres Córdoba – Ferro Carril Oeste 0:0 mecz rozegrany został na stadionie Estadio Córdoba                                           |

Grupa C
| Data              | Mecz |
| ----------------- | --- |
| 22 listopada 1981 | Newell’s Old Boys – Independiente 0:0 |
| 22 listopada 1981 | Gimnasia y Tiro Salta – Huracán San Rafael 2:2 Andrés Balderrama, Carlos A. Álvarez - Enrique Brandán (2)                                                                                               |
| 22 listopada 1981 | Racing Córdoba – CA Platense 4:0 Roberto Gasparini (k), Roberto Corró, Atilio Oyola, Luis A. Amuchástegui 19 listopada 1981 Racing Córdoba został zawieszony na 50 dni, dlatego odjęto klubowi 2 punkty |

Grupa D
| Data              | Mecz |
| ----------------- | --- |
| 22 listopada 1981 | Estudiantes La Plata – Atlético Tucumán 2:1 Hugo Gottardi, Víctor Mancinelli - Osvaldo Caicedo                                                      |
| 22 listopada 1981 | San Lorenzo Mar del Plata – Boca Juniors 0:2 Ricardo Gareca, Ariel Krasouski (k) mecz rozegrany został na stadionie Estadio Mar del Plata           |
| 22 listopada 1981 | San Lorenzo de Almagro – Instituto Córdoba 1:1 Héctor Scotta (k) - Rodolfo C. Rodríguez mecz rozegrany został na stadionie klubu Ferro Carril Oeste |

Mecze międzygrupowe A-C, B-D
| Data              | Mecz                                                                                   |
| ----------------- | -------------------------------------------------------------------------------------- |
| 22 listopada 1981 | Unión Santa Fe – Guaraní Antonio Franco Posadas 2:0 Héctor Arregui, Julián Florentín s |
| 22 listopada 1981 | CA Vélez Sarsfield – CA Huracán 0:1 Carlos Babington                                   |

### Kolejka 14
Grupa A
| Data              | Mecz |
| ----------------- | --- |
| 27 listopada 1981 | CA Huracán – Racing Club de Avellaneda 4:1 Julio Apariente (3, 1k), Claudio O. García - Hugo Villarruel                                                                        |
| 29 listopada 1981 | Rosario Central – Gimnasia y Esgrima Mendoza 4:1 José R. Iglesias (2), Víctor Marchetti, Edgardo Bauza - Mario H. Videla                                                       |
| 29 listopada 1981 | Gimnasia y Esgrima Jujuy – Argentinos Juniors 3:1 Carlos M. Sosa, Oscar Lucero s, Julio C. Bulacio - Silvano Espíndola mecz rozegrany został na stadionie Estadio 23 de Agosto |

Grupa B
| Data              | Mecz |
| ----------------- | --- |
| 29 listopada 1981 | Guaraní Antonio Franco Posadas – San Martín Tucumán 2:3 José E. Villarreal, Ramón García Paredes - Juan C. Torales (2), Roque R. Martínez |
| 29 listopada 1981 | Sarmiento Junín – River Plate 0:2 Roberto Gordon, Pedro E. Vega                                                                           |
| 29 listopada 1981 | Loma Negra Olavarría – Talleres Córdoba 0:0 mecz rozegrany został na stadionie klubu Racing Club de Avellaneda                            |

Grupa C
| Data              | Mecz                                                                                             |
| ----------------- | ------------------------------------------------------------------------------------------------ |
| 29 listopada 1981 | CA Platense – Gimnasia y Tiro Salta 0:0                                                          |
| 29 listopada 1981 | Independiente – CA Vélez Sarsfield 3:1 Enzo Trossero (2, 1k), Adrián Domenech - José L. Lanao    |
| 29 listopada 1981 | Huracán San Rafael – Newell’s Old Boys 0:4 Víctor R. Ramos, Rubén A. Fernández, Jorge Gabrich, ? |

Grupa D
| Data              | Mecz |
| ----------------- | --- |
| 29 listopada 1981 | Atlético Tucumán – Unión Santa Fe 3:2 Adolfo Mecca, Carlos A. Centurión, Julio Barreto - Víctor Bottaniz (2, 1k) |
| 29 listopada 1981 | Instituto Córdoba – San Lorenzo Mar del Plata 0:0 mecz rozegrany został na stadionie Estadio Córdoba             |
| 29 listopada 1981 | Boca Juniors – Estudiantes La Plata 1:1 Hugo Alves (k) - Guillermo Trama                                         |

Mecze międzygrupowe A-C, B-D
| Data              | Mecz |
| ----------------- | --- |
| 29 listopada 1981 | Belgrano Córdoba – Racing Córdoba 0:3 walkower ?, ? - Miguel A. Ballejo, Luis A. Amuchástegui (2, 1k) mecz przerwano w 88 minucie przy stanie 2:3 i zweryfikowano na 0:3 dla Racingu z powodu trwającego zawieszenia klubowi Racing Córdoba odjęto 2 punkty |
| 29 listopada 1981 | Ferro Carril Oeste – San Lorenzo de Almagro 3:1 Luis Andreuchi, Julio C. Jiménez, Gerónimo Saccardi - Gerónimo Saccardi s |

### Tabele
| Poz | Klub                       | Mecze | Zw | Rem | Por | Pkt | BrZd | BrStr |
| --- | -------------------------- | ----- | -- | --- | --- | --- | ---- | ----- |
| 1   | Rosario Central            | 14    | 7  | 4   | 3   | 18  | 32   | 20    |
| 2   | Gimnasia y Esgrima Jujuy   | 14    | 6  | 4   | 4   | 16  | 19   | 16    |
| 3   | Argentinos Juniors         | 14    | 4  | 7   | 3   | 15  | 15   | 15    |
| 4   | CA Huracán                 | 14    | 5  | 4   | 5   | 14  | 20   | 20    |
| 5   | Belgrano Córdoba           | 14    | 5  | 4   | 5   | 14  | 14   | 16    |
| 6   | Gimnasia y Esgrima Mendoza | 14    | 4  | 6   | 4   | 14  | 15   | 16    |
| 7   | Racing Club de Avellaneda  | 14    | 2  | 6   | 6   | 10  | 12   | 22    |

| Poz | Klub                           | Mecze | Zw | Rem | Por | Pkt | BrZd | BrStr |
| --- | ------------------------------ | ----- | -- | --- | --- | --- | ---- | ----- |
| 1   | Ferro Carril Oeste             | 14    | 10 | 2   | 2   | 22  | 24   | 11    |
| 2   | River Plate                    | 14    | 7  | 5   | 2   | 19  | 26   | 12    |
| 3   | Loma Negra Olavarría           | 14    | 7  | 5   | 2   | 19  | 15   | 10    |
| 4   | Talleres Córdoba               | 14    | 2  | 6   | 6   | 10  | 9    | 16    |
| 5   | Guaraní Antonio Franco Posadas | 14    | 3  | 4   | 7   | 10  | 16   | 24    |
| 6   | San Martín Tucumán             | 14    | 3  | 3   | 8   | 9   | 17   | 24    |
| 7   | Sarmiento Junín                | 14    | 3  | 3   | 8   | 9   | 10   | 20    |

| Poz | Klub                  | Mecze | Zw | Rem | Por | Pkt | BrZd | BrStr |
| --- | --------------------- | ----- | -- | --- | --- | --- | ---- | ----- |
| 1   | Independiente         | 14    | 9  | 3   | 2   | 21  | 29   | 10    |
| 2   | CA Vélez Sarsfield    | 14    | 8  | 1   | 5   | 17  | 26   | 14    |
| 3   | Racing Córdoba        | 14    | 8  | 3   | 3   | 15* | 27   | 14    |
| 4   | Newell’s Old Boys     | 14    | 4  | 4   | 6   | 12  | 23   | 24    |
| 5   | CA Platense           | 14    | 3  | 6   | 5   | 12  | 7    | 15    |
| 6   | Gimnasia y Tiro Salta | 14    | 1  | 5   | 8   | 7   | 9    | 26    |
| 7   | Huracán San Rafael    | 14    | 1  | 5   | 8   | 7   | 14   | 34    |

- Racing Córdoba – 4 punkty odjęte

| Poz | Klub                      | Mecze | Zw | Rem | Por | Pkt | BrZd | BrStr |
| --- | ------------------------- | ----- | -- | --- | --- | --- | ---- | ----- |
| 1   | Boca Juniors              | 14    | 8  | 3   | 3   | 19  | 28   | 12    |
| 2   | Instituto Córdoba         | 14    | 6  | 4   | 4   | 16  | 18   | 14    |
| 3   | Estudiantes La Plata      | 14    | 5  | 6   | 3   | 16  | 16   | 13    |
| 4   | San Lorenzo de Almagro    | 14    | 4  | 6   | 4   | 14  | 14   | 15    |
| 5   | Atlético Tucumán          | 14    | 6  | 2   | 6   | 14  | 14   | 17    |
| 6   | Unión Santa Fe            | 14    | 2  | 6   | 6   | 10  | 13   | 15    |
| 7   | San Lorenzo Mar del Plata | 14    | 3  | 3   | 8   | 9   | 13   | 30    |

### 1/4 finału
| Data           | Mecz |
| -------------- | --- |
| 2 grudnia 1981 | Boca Juniors – CA Vélez Sarsfield 2:1 Oscar Ruggeri, Hugo Perotti - Juan C. Bujedo                                                                    |
| 2 grudnia 1981 | Ferro Carril Oeste – Gimnasia y Esgrima Jujuy 1:0 Claudio Crocco                                                                                      |
| 2 grudnia 1981 | Instituto Córdoba – Independiente 1:2 Rodolfo Zimmermann s - Antonio Alzamendi, Enzo Trossero (k) mecz rozegrany został na stadionie Estadio Córdoba  |
| 2 grudnia 1981 | Rosario Central – River Plate 1:2 José R. Iglesias - Daniel Passarella, José M. Vieta                                                                 |
| 6 grudnia 1981 | Gimnasia y Esgrima Jujuy – Ferro Carril Oeste 0:1 Carlos A. Arregui mecz rozegrany został na stadionie Estadio 23 de Agosto Awans: Ferro Carril Oeste |
| 6 grudnia 1981 | Independiente – Instituto Córdoba 0:0 Awans: Independiente                                                                                            |
| 6 grudnia 1981 | River Plate – Rosario Central 0:0 Awans: River Plate                                                                                                  |
| 6 grudnia 1981 | CA Vélez Sarsfield – Boca Juniors 3:1 Carlos Bianchi, Ricardo A. Roldán, Jorge Comas - Oscar Ruggeri Awans: CA Vélez Sarsfield                        |

### 1/2 finału
| Data            | Mecz |
| --------------- | --- |
| 9 grudnia 1981  | Independiente – River Plate 1:1 Antonio Alzamendi - Daniel Passarella                                    |
| 9 grudnia 1981  | CA Vélez Sarsfield – Ferro Carril Oeste 1:2 Carlos Bianchi (k) - Carlos A. Arregui, Adolfino Cañete      |
| 13 grudnia 1981 | Ferro Carril Oeste – CA Vélez Sarsfield 1:1 Carlos A. Arregui - Carlos Bianchi Awans: Ferro Carril Oeste |
| 13 grudnia 1981 | River Plate – Independiente 0:0 Awans: River Plate                                                       |

### Finał
| Data            | Mecz |
| --------------- | --- |
| 16 grudnia 1981 | River Plate – Ferro Carril Oeste 1:0 Julio J. Olarticoechea |
| 20 grudnia 1981 | Ferro Carril Oeste – River Plate 0:1 Sędzia: T.Nitti Widzowie: 22 371 Bramki: 0:1 Mario Kempes 58 Club Ferro Carril Oeste: J.Barisio – R.M.C.Gómez, H.Cúper, J.D.Rocchia, O.Garré – C.A.Arregui, G.Saccardi, A.Cańete – Crocco (54 A.Márcico), J.C.Jiménez, M.Juárez (60 Andreuchi). Trener: Carlos Timoteo Griguol. Club Atlético River Plate: U.M.Fillol – R.Saporiti, A.C.Tarantini, D.A.Passarella, J.Olarticoechea – Bulleri, A.R.Gallego, E.N.Commisso – J.Téves (45 R.Á.Díaz), M.A.Kempes, Vieta (67 R.C.Merlo). Trener: Alfredo Di Stéfano. |

Mistrzem Argentyny turnieju Nacional w roku 1981 został klub River Plate, natomiast wicemistrzem Argentyny turnieju Nacional został Ferro Carril Oeste. Jako mistrz Argentyny turnieju Nacional klub River Plate zapewnił sobie udział w Copa Libertadores 1982.

### Klasyfikacja strzelców bramek Nacional 1981
| Gole | Piłkarz           | Klub               |
| ---- | ----------------- | ------------------ |
| 15   | Carlos Bianchi    | CA Vélez Sarsfield |
| 12   | Luis Amuchástegui | Racing Córdoba     |
| 11   | Diego Maradona    | Boca Juniors       |
| 8    | Ricardo Gareca    | Boca Juniors       |
| 8    | Víctor Marchetti  | Rosario Central    |
| 8    | Enzo Trossero     | Independiente      |